# Ростелеком
ПАО «Ростелеко́м» — российская телекоммуникационная компания, предоставляющая услуги связи, цифровые услуги и сервисы населению и другим организациям. Компания обеспечивает услуги широкополосного доступа в Интернет, интерактивного телевидения, сотовой связи, местной и дальней телефонной связи, а также сервисы виртуализации (так называемые «облачные услуги», ЦОД) и другие. Занимает лидирующие позиции на российском рынке высокоскоростного доступа в интернет, платного ТВ, хранения и обработки данных, а также кибербезопасности.
На массовом рынке компания развивает линейку сервисов для семьи, включая базовые услуги связи и цифровые решения для онлайн-образования. Также компания занимается созданием экосистем цифровых решений для бизнеса, как для крупных федеральных корпораций, так и для малого и среднего бизнеса.
Выступает исполнителем мероприятий различных государственных программ в области информационных технологий: создание и развитие инфраструктуры электронного правительства (включая портал государственных услуг), телекоммуникационное обеспечение избирательного процесса (функционирование ГАС «Выборы», организация системы видеонаблюдения за выборами), устранение цифрового неравенства, оснащение широкополосным доступом в сеть интернет лечебных учреждений и социально значимых объектов, другие мероприятия. Обладает крупнейшей магистральной сетью связи в стране общей протяжённостью около 500 тысяч км. Является ключевым участником приоритетной национальной программы «Цифровая экономика» и реализует общефедеральные технологические и IT-проекты.
Полное наименование — Публичное акционерное общество «Ростелеком». Штаб-квартира — в офисе на ул. Гончарная в центре Москвы. Юридически компания с 2006 года зарегистрирована в Санкт-Петербурге.
В связи с вторжением России на Украину с 26 марта 2022 года компания находится под санкциями США, с 13 апреля — Австралии. С 16 марта 2022 года персональные санкции Евросоюза наложены на президента «Ростелекома» Михаила Осеевского.
2 октября 2024 года появилась информация, что Зампред Совбеза РФ Дмитрий Медведев избран председателем совета директоров ПАО «Ростелеком».

## История

Логотип компании с 2016 по 2018 года

30 декабря 1992 года распоряжением Госкомимущества России создано государственное предприятие «Ростелеком», в состав которого вошли 20 государственных предприятий междугородной и международной связи, а также оборудование связи «Интертелекома».
27 августа 1993 года государственное предприятие связи «Ростелеком» было преобразовано в акционерное общество открытого типа междугородной и международной электрической связи «Ростелеком». Общество зарегистрировано 23 сентября 1993 года.
В 1994 году «Ростелеком» получил лицензию на предоставление услуг междугородной и международной связи. В этом же году «Ростелеком» включён в состав холдинга «Связьинвест».
18 октября 2006 года «Ростелеком» получил сертификат качества своей IP/MPLS сети и стал магистральным Интернет-провайдером.
14 декабря 2009 года «Ростелеком» запустил единый портал государственных и муниципальных услуг www.gosuslugi.ru.
С 1 апреля 2014 года Распоряжением Правительства РФ на «Ростелеком» возложена обязанность по оказанию универсальных услуг связи на всей территории Российской Федерации. Также в 2014 году «Ростелеком» назначен единственным исполнителем федеральной программы ликвидации «цифрового неравенства». 3 марта 2018 года правительство России обязало Министерство связи использовать организацию как единственного поставщика услуги интернет связи в государственных и муниципальных медицинских организациях и учреждениях на период с 2018 по 2019 год.
В ноябре 2017 года Центр компетенций по направлению «Информационная инфраструктура» программы «Цифровая экономика Российской Федерации» (ПАО «Ростелеком») и Рабочая группа «Информационная инфраструктура» при АНО «Цифровая экономика» (ПАО «МегаФон») представили разработанный план мероприятий с предложениями по развитию информационной инфраструктуры для цифровой экономики (5G, «умный» город, телемедицина, дистанционное образование и др.).
В марте 2018 года компания представила стратегию развития до 2022 года и дивидендную политику за период 2018—2020 гг. Основным вектором развития компании, согласно стратегии, является продолжение трансформации в цифрового партнёра для населения, бизнеса и государства. Основные направления работы: развитие экосистем продуктов, услуг и клиентского сервиса, модернизация технологической платформы, развитие человеческого капитала, повышение эффективности. В этот же период «Ростелеком» был назначен оператором Единой биометрической системы (ЕБС), а в июне запустил её в опытную эксплуатацию. ЕБС была разработана компанией по инициативе Банка России и Министерства цифрового развития, связи и массовых коммуникаций Российской Федерации, при участии организованной на площадке ЦБ РФ межбанковской рабочей группы по вопросам нормативного регулирования удалённой идентификации физических лиц.
25 сентября 2018 года «Ростелеком» провёл масштабный ребрендинг и объявил о репозиционировании деятельности компании. Компания презентовала новые цифровые сервисы и тарифные линейки. Впервые за семь лет изменилось визуальное оформление компании. Как пояснил президент «Ростелекома» Михаил Осеевский, они хотели уйти от образа компании, которая предоставляет услуги телефонной связи, поэтому отказались от «уха» в виде логотипа. По его словам, новый логотип «символизирует движение вперёд и развитие цифровых технологий».
В апреле 2021 года руководство компании представило на «Дне инвестора» обновленную стратегию развития «Ростелекома» до 2025 года и дивидендную политику компании на 2021—2023 годы. Компания продолжит свое развитие в качестве крупнейшего российского интегрированного провайдера цифровых услуг и решений и партнера для населения, бизнеса и государства.
В конце 2022 «Ростелеком» вошел в число лучших работодателей России в 2022 году по версии издания Forbes, поднявшись за год из категории «золото» в «платину». Рейтинг учитывает интеграцию целей устойчивого развития (ESG) в деятельность компании, фиксирует соответствие лучшим корпоративным практикам и оценивает с точки зрения привлекательности работодателя для сотрудников.
В марте 2023 президент компании Михаил Осеевский сообщил, что компания приступила к разработке новой стратегии, поскольку цели нынешней стратегии будут выполнены раньше, чем планировалось.

### Присоединение межрегиональных компаний связи
29 мая 2009 года Правительственная комиссия по транспорту и связи приняла концепцию реформирования холдинга «Связьинвест» на базе ОАО «Ростелеком», а 20 октября совет директоров ОАО «Связьинвест» единогласно одобрил план реорганизации холдинга в форме присоединения к «Ростелекому» семи межрегиональных компаний связи (МРК) — ОАО «ВолгаТелеком», ОАО «Дальсвязь», ОАО «Северо-Западный Телеком», ОАО «Сибирьтелеком», ОАО «Уралсвязьинформ», ОАО «ЦентрТелеком», ОАО «ЮТК», а также ОАО «Дагсвязьинформ» (Открытое акционерное общество связи и информатики Республики Дагестан).
26 июня 2010 года акционеры «Ростелекома» приняли решение о реорганизации компании в форме присоединения к ней всех семи МРК и ОАО «Дагсвязьинформ». Аналогичные решения приняли прошедшие в июне собрания акционеров всех семи МРК (собрание акционеров ОАО «Дагсвязьинформ» не состоялось в июне из-за отсутствия кворума, но повторное собрание 26 июля также поддержало присоединение компании к Ростелекому). 1 апреля 2011 года ОАО «ЦентрТелеком», ОАО «Сибирьтелеком», ОАО «Дальсвязь», ОАО «Уралсвязьинформ», ОАО «ВолгаТелеком», ОАО «СЗТ», ОАО «ЮТК» и ОАО «Дагсвязьинформ» были исключены из Единого государственного реестра юридических лиц в связи с присоединением к ОАО «Ростелеком», который стал правопреемником по всем правам и обязательствам этих компаний.

### Присоединение «Связьинвеста»
20 мая 2011 года правительственная комиссия одобрила объединение «Ростелекома» и владеющего им «Связьинвеста».
Указом Президента России от 27 марта 2012 года принято решение присоединить «Связьинвест» к «Ростелекому».
26 июня 2013 года собрание акционеров приняло решение о реорганизации «Ростелекома» в форме присоединения к нему «Связьинвеста», а также ещё 20 компаний (компаний, входящих в группы Национальные кабельные сети и Телесет, компании Российская телекоммуникационная сеть, Ингушэлектросвязь и других).
1 октября 2013 года ОАО «Связьинвест», а также ещё 20 компаний (прямо или косвенно контролируемых ОАО «Ростелеком» и/или ОАО «Связьинвест») были исключены из Единого государственного реестра юридических лиц в связи с присоединением к ОАО «Ростелеком».

### Слияния и поглощения
В 2000 году к «Ростелекому» присоединено ОАО «Междугородный и международный телефон».
В июне 2006 года «Ростелеком» приобрёл оператора IP-телефонии «Зебра Телеком» у компании Starford Investment, зарегистрированной на Кипре.
В конце августа 2008 года «Ростелеком» приобрёл 68,41 % голосующих акций Интернет-провайдера РТКомм.РУ, увеличив свою долю до 99,5 %.
4 февраля 2011 года «Ростелеком», ОАО «Уралсвязьинформ» и ОАО «Северо-Западный Телеком» закрыли сделку по приобретению 71,8 % акций ОАО «Национальные телекоммуникации», владеющего «НКС». 21,8 % акций приобрёл «Ростелеком», по 25 % акций — ОАО «Уралсвязьинформ» и ОАО «Северо-Западный Телеком».
В июне 2011 года «Ростелеком» приобрёл 39,87 % акций ОАО «Башинформсвязь».
В марте 2012 года «Ростелеком» завершил консолидацию 100 % акций «Национальных телекоммуникаций».
В июле 2012 года «Ростелеком» консолидировал 100 % акций российского оператора сотовой связи Скай Линк.
В 2015 году «Ростелеком» купил 75 % акций компании «Айкумен — информационные бизнес-системы» за 525 млн руб. для активного выхода на рынок Big Data.
В 2015 году ПАО «Ростелеком» приобрело 50,1 %, а в апреле 2017 года была завершена сделка по консолидации 100 % долей в уставном капитале ГК SafeDatа — одного из крупнейших игроков российского рынка предоставления услуг коммерческих дата-центров, точек обмена трафиком и доставки контента.
Для расширения спектра услуг и клиентской базы в марте 2016 приобретены телекоммуникационные активы группы «Мортон», в июне 2016 приобретён провайдер «АИСТ», в январе 2017 «Ростелеком» приобрёл компанию «Сибитекс», в декабре 2017 года приобретён оператор ШПД «ТВИНГО телеком». В этом же году АО «Тольятти Телеком».
В декабре 2017 года ПАО «Башинформсвязь» приобрело 100 % долей в уставном капитале ООО «Сервис телекоммуникаций», которое обслуживает сети WiMAX (в 20 городах) и Wi-Fi (в 54 городах).
В марте 2018 года подписан договор купли-продажи о приобретении 75 % долей в ООО «Открытая мобильная платформа» и 75 % долей в ООО «Вотрон», Таким образом компания получила контроль над разработчиком отечественной мобильной операционной системы Аврора.
В мае 2018 года компания приобрела 100 % акций компании Solar Security, технологического лидера в сфере целевого мониторинга и оперативного управления информационной безопасностью. Сумма сделки составила 1,5 млрд руб..
В декабре 2018 года «Ростелеком» приобрёл 99,92 % долей ООО «Старт2ком», одного из ведущих разработчиков программного обеспечения для систем управления расчётно-сервисным обслуживанием в сфере телекоммуникационного бизнеса.
В марте 2019 подписано соглашение о приобретении «Ростелекомом» 100 % долей ООО «Инфолинк» и ООО «СвязьСтрой-21», входящих в ГК «Инфолинк» (один из крупных независимых интернет-провайдеров Чувашской Республики).
В июле 2019 подписано соглашение о приобретении 100 % долей ООО «Прометей» (бренд Prometey), которая с 2004 года оказывает услуги связи на территории Санкт-Петербурга и Ленинградской области корпоративным и государственным клиентам, а также физическим лицам.
В августе 2019 подписано соглашение о приобретении 100 % долей в трех юридических лицах, что обеспечило контроль над группой компаний «АльянсТелеком», который с 2007 года оказывает услуги доступа в интернет и телевидения физическим лицам и корпоративным клиентам на территории Приморского края во Владивостоке, Уссурийске, Находке и Артеме.
В январе 2020 «Ростелеком» закрыл сделку по приобретению 100 % долей ООО «Даталайн», второй после группы «Ростелеком» компании на рынке центров обработки данных (ЦОД).
В марте 2020 «Ростелеком» закрыл сделку по приобретению 55 % долей ООО «Т2 РТК Холдинг» (Tele2 Россия). В результате сделки группа «Ростелеком» консолидировала 100 % долей Tele2 Россия, а ПАО «Банк ВТБ» и консорциумом инвесторов стали владельцами 29,4 % обыкновенных акций ПАО «Ростелеком».
В октябре 2020 года «Ростелеком» заключил юридически обязывающие соглашения о приобретении 100 % акций ЗАО «Синтерра Медиа», федерального оператора медиауслуг.
В декабре 2020 года «Ростелеком» закрыл сделку по приобретению 100 % долей ООО «Созвездие Н» — компании, контролирующей ведущего мультисервисного оператора связи на рынке Екатеринбурга и Свердловской области, известного под брендом «Планета».
В ноябре 2021 года «Ростелеком» довел свою долю до 100 % в ООО «РТК ЦТ», приобретя 49,9 % долей его миноритарных участников за 4,5 млрд руб. — компания оказывает услуги по модели «Весь ИТ как сервис», плановая выручка 12 млрд руб. в 2021 году.
В декабре 2021 года «Ростелеком» приобрёл за 1,7 млрд рублей 100 % провайдера MVNE-платформы «ТВЕ-Телеком», который будет находиться под управлением ООО «Т2 РТК Холдинг» на правах отдельного дочернего общества.
К концу 2022 года «Ростелеком» и НМГ планируют объединить онлайн-кинотеатры Wink и more.tv. В рамках совместного предприятия «Ростелеком» получит 70 %, НМГ — 30 %. Совместное предприятие может претендовать на 15% рынка по итогам 2023 года, а база составит 10 млн подписчиков.
В 2024 году в структуру «Ростелеком» вошёл крупный оператор IP-телефонии и виртуальных АТС ООО «Манго Телеком» (торговая марка  Mango Оffice).

### Объединение сотовых активов с Tele2 Россия
В феврале 2014 года «Ростелеком» и «Tele2 Россия» подписали рамочное соглашение об интеграции мобильных активов в уставный капитал совместного предприятия, а «Ростелеком» стал одним из акционеров объединённой компании.
В марте 2014 года под контроль «Tele2 Россия» перешли семь дочерних сотовых компаний «Ростелекома» — «Скай Линк», «Нижегородская сотовая связь», «Байкалвестком», «БИТ», «Волгоград GSM», «Енисейтелеком» и «АКОС». В августе 2014 года «Tele2 Россия» получила операционный контроль над сотовыми интегрированными активами «Ростелекома» («Элайн GSM», «Элайн», «Тамбов GSM», Уралсвязьинформ, Дальсвязь GSM) через созданную дочернюю компанию «Ростелекома» ЗАО «РТ-Мобайл», на которую также были переоформлены лицензии (в том числе «Tele2 Россия» получила от «Ростелекома» лицензию 3G на Московский регион).
В результате «Ростелеком» стал участником совместного предприятия с долей в уставном капитале в размере 45 % в голосах и 45 % экономической доли, а «Tele2 Россия» в лице вновь образованного ООО «Т2 РТК Холдинг» получила долю 55 % в голосах в уставном капитале СП и 55 % экономической доли, то есть «Tele2 Россия» получила контроль в совместном предприятии.
Ввиду незначительного пересечения регионов присутствия объединяющихся компаний сделка усилила рыночные позиции образованного четвёртого игрока, приблизив его долю рынка к долям другим мобильных операторов. Новый национальный оператор мобильной связи получил на момент объединения комплект лицензий и частот по всей стране (в том числе 3G и федеральной LTE), присутствие в более чем 60 регионах и 38 млн сотовых абонентов.
В феврале 2020 «Ростелеком» и ВТБ подписали обязывающие документы по сделке, подтвердив ранее озвученные параметры: «Ростелеком» приобретает 17,5 % долей Tele2 за 42 млрд руб., 27,5 % — за 66 млрд руб. от допэмиссии акций «Ростелекома» в пользу ВТБ. Ещё 10 % Tele2 госоператор получает в обмен на 10 % собственных обыкновенных акций, которые находятся на балансе дочернего ООО «Мобител» — сумма договора составляет 24 млрд руб. Как сообщалось ранее, эта доля перейдет зарегистрированной в декабре компании «Телеком Инвестиции», которая является структурой ВТБ. В марте 2020 «Ростелеком» закрыл сделку по приобретению 55 % долей ООО «Т2 РТК Холдинг» (Tele2 Россия). В результате сделки «Ростелеком» консолидировал 100 % долей Tele2 Россия, а «Банк ВТБ» и консорциум инвесторов стали владельцами 29,4 % обыкновенных акций «Ростелекома».
| Региональное развитие сотовых сетей «Ростелекома» до передачи в СП с «Tele2 Россия» | Региональное развитие сотовых сетей «Ростелекома» до передачи в СП с «Tele2 Россия» |
| Субъект РФ                                                                          | История работы в регионе |
| ----------------------------------------------------------------------------------- | --- |
| Алтай                                                                               | ОАО «Алтайсвязь» работало с 2002 года. В 2005 году ЗАО «Енисейтелеком» приобрело 59,7 % акций компании. В 2007 году ЗАО «Енисейтелеком» увеличило долю в уставном капитале ОАО «Алтайсвязь» до 99,72 %. В 2010 году ОАО «Алтайсвязь» было присоединено к «Енисейтелекому».                                       |
| Бурятия                                                                             | ЗАО «Улан-Удэнская Сотовая Связь» работало с 1998 года. В 2010 году компания присоединена к «Байкалвесткому». |
| Марий Эл                                                                            | ОАО «Мартелком» работало с 1993 года. В 2001 году на базе компании заработал сотовый оператор «Элайн GSM». |
| Мордовия                                                                            | ЗАО «РТКОМ» работало с 1997 года. В 2005 году компанию приобрело ОАО «ВолгаТелеком». В 2007 году ЗАО «РТКОМ» было присоединено к ЗАО «НСС». |
| Татарстан                                                                           | ОАО «Татинком-Т» учреждено в 1992 году. В 2000 году ПАО «Татнефть» получило 83,4 % акций, которые купили в 2003 году ОАО «ВолгаТелеком» и ОАО «Уралсвязьинформ» (доля 33 %). В 2007 году ОАО «ВолгаТелеком» получило 100 % акций и ОАО «Татинком-Т» было присоединено к ЗАО «НСС».                               |
| Тыва                                                                                | ЗАО «Енисейтелеком» начало предоставлять услуги сотовой связи с 2009 года. |
| Хакасия                                                                             | ЗАО «Саянтелеком» работало с 2000 года. В 2004 году доля ЗАО «Енисейтелеком» была доведена до 100 %, а в 2005 году было к присоединено ЗАО «Енисейтелеком». |
| Чувашия                                                                             | ЗАО «Чувашия Мобайл» работало с 1995 года. В 2005 году ОАО «ВолгаТелеком» приобрела 70 % компании у MCT Corporation, доведя свою долю до 100 %. В 2007 году ЗАО «Чувашия Мобайл» было присоединено к ЗАО «НСС».                                                                                                  |
| Алтайский край                                                                      | См. историю работы в Республике Алтай. |
| Забайкальский край                                                                  | В 2007 году ЗАО «Байкалвестком» получило лицензию GSM-1800 в Читинской области и Агинском Бурятском автономном округе, ЗАО «АКОС» получило лицензию GSM-1800 на Агинский Бурятский автономный округ. |
| Камчатский край                                                                     | Камчатский филиал ОАО «Дальсвязь» работал с 1998 года. |
| Красноярский край                                                                   | ЗАО «Енисейтелеком» работало в Красноярском крае и Таймырском автономном округе с 1997 года. |
| Пермский край                                                                       | Услуги сотовой связи с 1996 года оказывал Пермский филиал ОАО «Уралсвязьинформ». |
| Приморский край                                                                     | ЗАО «АКОС» работало с 1994 года. В 2005 году 92,26 % акций компании приобрело ЗАО «Интегратор.ру», которое в 2006 году приобрело ОАО «Дальсвязь». |
| Волгоградская область                                                               | ЗАО «Волгоград-GSM» работало с 1999 года. В сентябре 2011 года ОАО «Ростелеком» приобрело 50 % акций ЗАО компании у ОАО «СМАРТС», доведя свою долю до 100 %. |
| Иркутская область                                                                   | ЗАО «Байкалвестком» работало с 1995 года. В 2007 году ЗАО «Байкалвестком» получило лицензии GSM-900 и GSM-1800 в Усть-Ордынском Бурятском автономном округе. |
| Кемеровская область                                                                 | ЗАО «Сотовый телефон Кузбасса Джи Эс Эм» («СтеК Джи Эс Эм») работало с 1995 года. В 2010 году компания была присоединена к «Енисейтелекому». |
| Курганская область                                                                  | В 2005 году компания «Южно-Уральский сотовый телефон», работавшая в Челябинской и Курганской областях, присоединена к ОАО «Уралсвязьинформ». |
| Магаданская область                                                                 | Магаданский филиал ОАО «Дальсвязь» работал с 2001 года. |
| Нижегородская область                                                               | ЗАО «Нижегородская Сотовая Связь» («НСС») работало с 1995 года. В 2003 году ОАО «ВолгаТелеком» приобрела 50 % акций ЗАО «НСС» у Russian Telecommunications Development Holdings Corporation (RTDHC), консолидировав 100 % акций оператора.                                                                       |
| Оренбургская область                                                                | ЗАО «Оренбург-GSM» работало с 1997 года. В 2011 году ОАО «Ростелеком» приобрело 49 % акций ЗАО «Оренбург-GSM» у ОАО «СМАРТС», доведя свою долю до 100 %. В августе 2012 года ЗАО «Оренбург-GSM» было присоединено к ЗАО «НСС».                                                                                   |
| Пензенская область                                                                  | ЗАО «Пенза Мобайл» работало с 1995 года. В 2005 году ОАО «ВолгаТелеком» приобрело 60 % компании у MCT Corporation, доведя свою долю до 100 %. В 2007 году ЗАО «Пенза Мобайл» было присоединено к ЗАО «НСС». |
| Саратовская область                                                                 | ЗАО «Саратов Мобайл» работало с 1995 года. В 2005 году ОАО «ВолгаТелеком» приобрела 50 % компании у MCT Corporation, доведя свою долю до 100 %. В 2007 году ЗАО «Саратов-Мобайл» было присоединено к ЗАО «НСС».                                                                                                  |
| Сахалинская область                                                                 | ООО «Беспроводные информационные технологии» (ООО «БИТ») получило лицензию GSM в 2001 году, а в 2005 году компанию купило ОАО «Дальсвязь». |
| Свердловская область                                                                | ЗАО «Ермак RMS» работало с 1994 года. В 2005 году было присоединено к ОАО «Уралсвязьинформ». В декабре 2003 года ОАО «Уралсвязьинформ» получило лицензию на предоставление услуг сотовой связи стандарта GSM в регионе.                                                                                          |
| Тамбовская область                                                                  | Тамбовский филиал ОАО «ЦентрТелеком» оказывал услуги под торговой маркой «Тамбов GSM» с 1997 года. |
| Тюменская область                                                                   | ООО «Тюменьруском» работало с 1995 года. В 2005 году было присоединено к ОАО «Уралсвязьинформ». |
| Ульяновская область                                                                 | ЗАО «Ульяновск-GSM» работало с 1997 года. В 2004 году ОАО «ВолгаТелеком» приобрело 9 % акций у акционеров ЗАО «Ульяновск-GSM». В 2008 году ОАО «ВолгаТелеком» приобрело 40 % акций ЗАО «Ульяновск-GSM» у ОАО «СМАРТС», доведя свою долю до 100 %. В 2009 году ЗАО «Ульяновск-GSM» было присоединено к ЗАО «НСС». |
| Челябинская область                                                                 | В 1995 году в Челябинске заработала компания «Южно-Уральский сотовый телефон». В 2005 году оператор был присоединён к ОАО «Уралсвязьинформ». |
| Ханты-Мансийский АО — Югра                                                          | Подключение первых мобильных абонентов в ХМАО ОАО «Уралсвязьинформ» начало в 2004 году. Также в регионе работало ЗАО «Ермак RMS», присоединённое в 2005 году к ОАО «Уралсвязьинформ». |
| Чукотский АО                                                                        | См. историю работы в Сахалинской области. |
| Ямало-Ненецкий АО                                                                   | В регионе работало ЗАО «Ермак RMS», присоединённое в 2005 году к ОАО «Уралсвязьинформ». |

## Собственники и руководство

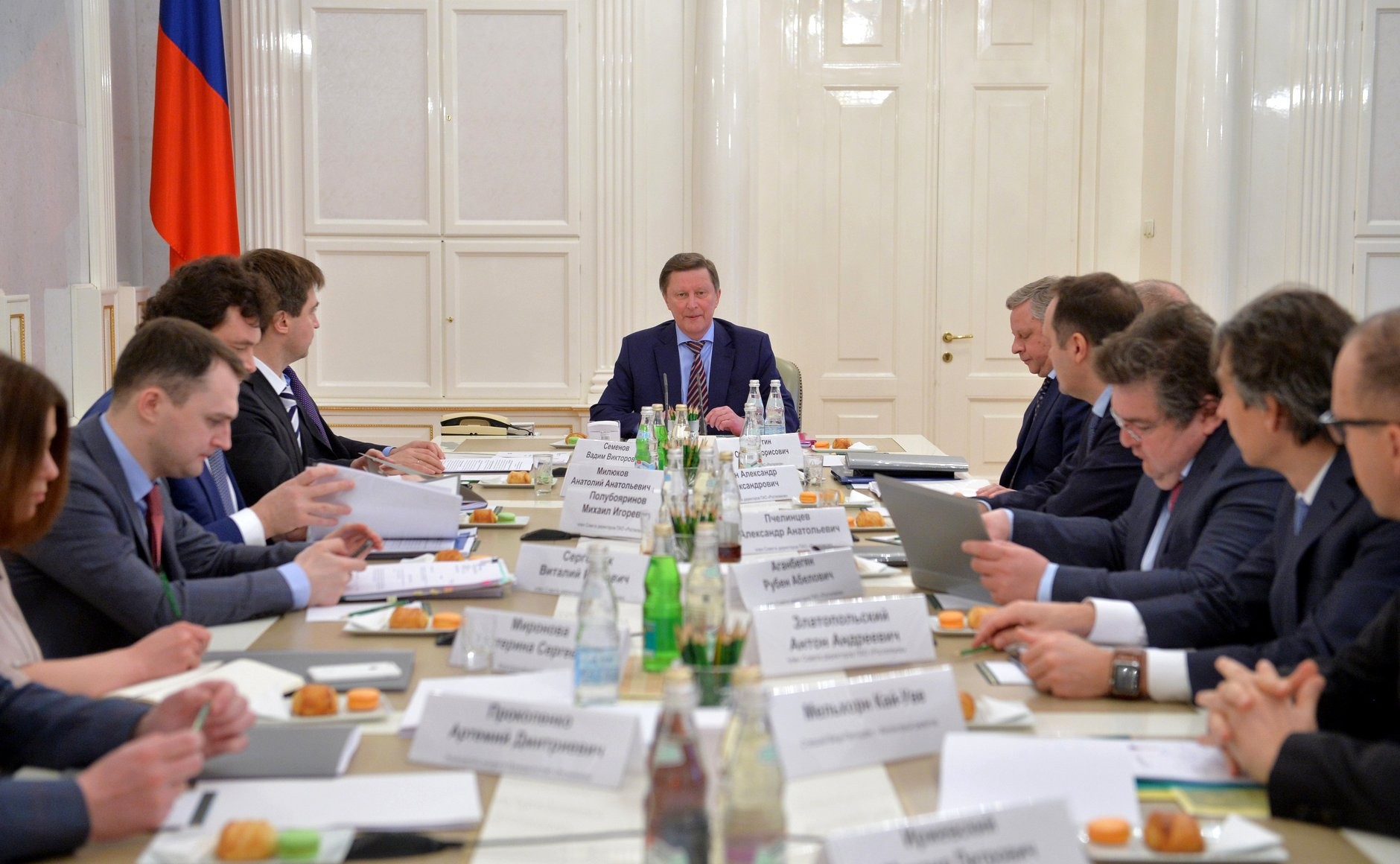
Заседание Совета директоров «Ростелекома» в 2016 году

Крупнейшие (с пакетом более 5 % обыкновенных акций) акционеры «Ростелекома» — Российская Федерация в лице Росимущества (38,2 %), АО «Телеком Инвестиции» (20,98 %), а также ПАО «Банк ВТБ» (8,44 %).
|                                              | Доля в уставном капитале | Доля в обыкновенных акциях | Доля в привилегированных акциях |
| Freefloat (акции в свободном обращении)      | 31,44 %                  | 29,02 %                    | 69,21 %                         |
| Акционеры                                    |                          |                            |                                 |
| Российская Федерация в лице Росимущества     | 35,91 %                  | 38,20 %                    | 0,00 %                          |
| АО «Телеком Инвестиции»                      | 19,72 %                  | 20,98 %                    | 0,00 %                          |
| «Банк ВТБ» (ПАО)                             | 7,93 %                   | 8,44 %                     | 0,00 %                          |
| Государственная корпорация развития «ВЭБ.РФ» | 3,16 %                   | 3,36 %                     | 0,00 %                          |
| ООО «Мобител»                                | 1,85 %                   | 0,00 %                     | 30,79 %                         |
| Номинальные держатели                        |                          |                            |                                 |
| НКО АО «НРД»                                 | 28,72 %                  | 27,15 %                    | 53,18 %                         |

Обыкновенные и привилегированные акции ПАО «Ростелеком» (тикеры RTKM и RTKMP) торгуются на Московской бирже в котировальном списке первого уровня.
Председатель совета директоров — Дмитрий Медведев. Президент — Михаил Осеевский.

### Руководители
Руководители «Ростелекома» в хронологическом порядке с момента создания акционерного общества:
- Белов, Олег Геннадьевич (генеральный директор, 23.09.1993—1999)
- Королёв, Николай Михайлович (генеральный директор, 1999—2001)
- Кузнецов, Сергей Иванович (генеральный директор, 2001—2003)
- Ерохин, Дмитрий Евгеньевич (генеральный директор, 03.11.2003—04.11.2007)
- Солодухин, Константин Юрьевич (генеральный директор, 29.12.2007—02.06.2009)
- Колпаков, Антон Юрьевич (генеральный директор, 03.06.2009—14.07.2010)
- Провоторов, Александр Юрьевич (генеральный директор, президент, 14.07.2010—27.03.2013)
- Калугин, Сергей Борисович (президент, 27.03.2013—03.03.2017)
- Осеевский, Михаил Эдуардович (президент, с 03.03.2017)[14][145]

Совет директоров «Ростелекома»:
- Медведев, Дмитрий Анатольевич (председатель, с 02.10.2024) [25]

## Санкции
24 февраля 2022 года, на фоне вторжения России на Украину, «Ростелеком» попал под блокирующие санкции Канады «за роль в содействии или поддержке неспровоцированного и неоправданного вторжения России в Украину». Также, 24 февраля, компания попала под секторальные санкции США в целях «ограничить возможности России по финансированию вторжения в Украину и других приоритетов президента Путина». В отношении компании вводятся ограничения на предоставление финансирования и другие операции с новыми долговыми обязательствами со сроком погашения более 14 дней и новыми акциями для американских граждан и компаний. По аналогичным основаниям «Ростелеком» находится под санкциями Украины и Австралии.
Президент «Ростелеком» Михаил Овсеевский, как «соратник режима» и вовлечённый в получении выгоды от Правительства России, был внесён в санкционный список стран Евросоюза, Великобритании, Канады и ряда других стран. Председатель совета директоров Сергей Иванов, за поддержку нападения на Украину, находится под санкциями Евросоюза, США, Великобритании, Канады и ряда других стран.

## Показатели деятельности
«Ростелеком» — крупнейший в России интегрированный провайдер цифровых услуг и решений, который присутствует во всех сегментах рынка и охватывает миллионы домохозяйств, государственных и частных организаций. Официальный аудитор, который осуществляет проверку финансово-хозяйственной деятельности компании, — Ernst & Young (ООО «Эрнст энд Янг»).

### Финансовые результаты
| Показатель / Год                                                | 2012    | 2013    | 2014    | 2015    | 2016    | 2017     | 2018    | 2019    | 2020    | 2021    | 2022     | 2023     | 2024    |
| --------------------------------------------------------------- | ------- | ------- | ------- | ------- | ------- | -------- | ------- | ------- | ------- | ------- | -------- | -------- | ------- |
| Выручка, млрд руб.                                              | ▲ 332,4 | ▼ 325,7 | ▼ 298,9 | ▼ 297,3 | ▲ 297,4 | ▲ 305,3  | ▲ 320,2 | ▲475,8  | ▲ 546,9 | ▲ 580,1 | ▲ 627,05 | ▲ 707,80 | ▲ 779,9 |
| Мобильная связь                                                 | н/д     | н/д     | н/д     | н/д     | н/д     | н/д      | н/д     | 153,7   | ▲176,9  | ▲194,3  | ▲ 208,30 | ▲ 234,92 | ▲ 264,2 |
| Широкополосный доступ в Интернет                                | н/д     | н/д     | 60,36   | ▲ 63,88 | ▲ 66,77 | ▲ 70,87  | ▲ 80,0  | ▲ 84,5  | ▲ 90,4  | ▲ 99,9  | ▼96,93   | ▲ 101,98 | ▲ 108,4 |
| Услуги телевидения                                              | н/д     | н/д     | 15,25   | ▲ 19,36 | ▲ 23,59 | ▲ 27,35  | ▲ 34,5  | ▲ 37,6  | ▲ 38    | ▲ 39,9  | 41,959   | ▲ 45,66  | ▲ 51,9  |
| Фиксированная связь                                             | н/д     | н/д     | 109,71  | ▼ 99,1  | ▼ 87,31 | ▼ 78,45  | ▼ 70,0  | ▼ 60,8  | ▼ 54,6  | ▼ 48,7  | ▼44,62   | ▼42,14   | ▼ 39,2  |
| Оптовые услуги, в том числе:                                    | н/д     | н/д     | 77,89   | ▲ 78,26 | ▲ 79    | ▼ 77,5   | ▲ 79,6  | ▲ 69,7  | ▲ 74,8  | ▼ 74,1  | ▲ 80,51  | ▲ 87,44  | ▲ 91,0  |
| аренда каналов                                                  | н/д     | н/д     | 11,75   | ▼ 11,71 | ▼ 10,53 | ▼ 9,44   | ▲ 9,6   | ▲ 9,7   | ▲ 10,1  | ▼ 9,7   | ▼9,22    | ▲ 10,54  | ▲ 12,1  |
| присоединение и пропуск трафика                                 | н/д     | н/д     | 33,17   | ▲ 34,71 | ▲ 35,1  | ▼ 33,25  | ▲ 33,3  | ▼ 20,0  | ▼ 17,8  | 17,8    | ▼17,19   | ▲ 18,32  | ▼ 18,2  |
| VPN                                                             | н/д     | н/д     | 19,71   | 19,71   | ▲ 20,82 | ▲ 21,98  | ▲ 23,4  | ▲ 24,3  | ▲ 29,7  | 29,7    | ▲ 35,15  | ▲ 39,00  | ▼ 37,5  |
| аренда и обслуживание телекоммуникационной инфраструктуры       | н/д     | н/д     | 13,24   | ▼ 12,12 | ▲ 12,54 | ▲ 12,86  | ▲ 13,3  | ▲ 15,7  | ▲ 17,1  | ▼ 16,9  | ▲ 18,94  | ▲ 19,56  | ▲ 23,2  |
| Цифровые сервисы (Дополнительные и облачные сервисы до 2019 г.) | н/д     | н/д     | 11,38   | ▲ 14,22 | ▲ 18,24 | ▲ 26,0   | ▲ 36,9  | ▲ 48,5  | ▲ 77,3  | ▲ 88,4  | ▲ 122,06 | ▲ 155,65 | ▲ 181,1 |
| Прочие                                                          | н\д     | н\д     | 24,3    | ▼ 22,5  | ▼ 22,1  | ▲ 25,2   | ▼ 19,3  | ▲ 21,1  | ▲ 34,9  | ▼ 34,6  | ▼32,65   | ▲ 39,96  | ▲ 44,0  |
| OIBDA, млрд руб.                                                | 120,3   | ▼ 113,3 | ▼ 102,4 | ▼ 100,8 | ▼ 96,8  | ▲ 96,7   | ▲ 100,9 | ▲ 170,7 | ▲ 194,1 | ▲ 218,8 | ▲ 251,44 | ▲ 283,23 | ▲ 302,5 |
| % от выручки                                                    | 36,2    | ▼ 34,8  | ▼ 34,3  | ▼ 33,9  | ▼ 32,5  | ▼ 31,7   | ▼ 31,5  | ▲ 35,9  | ▼ 35,5  | ▲ 37,8  | ▲ 40,1   | ▼40,0    | ▼ 38,8  |
| Чистая прибыль, млрд руб.                                       | 33,2    | ▼ 24,1  | ▼ 13,2  | ▲ 14,4  | ▼ 12,2  | ▲ 14,1   | ▲ 15,0  | ▲ 21,6  | ▲ 25,3  | ▲ 31,8  | ▲ 35,21  | ▲ 42,32  | ▼ 24,1  |
| % от выручки                                                    | 10      | ▼ 7,4   | ▼ 4,4   | ▲ 4,8   | ▼ 4,1   | ▲ 4,6    | ▲ 4,7   | ▲ 4,6   | 4,6     | ▲ 5,5   | ▲ 5,6    | ▲ 6,0    | ▼ 3,1   |
| Капитальные вложения, млн руб.                                  | 94,1    | ▼ 68,5  | ▼ 53,8  | ▲ 62,7  | ▼ 61,9  | ▼ 60,75  | ▲ 73,2  | ▲ 134,4 | ▲ 136,0 | ▲ 147,8 | ▼116,88  | ▲ 147,19 | ▲ 178,8 |
| % от выручки                                                    | 28,3    | ▼ 21    | ▼ 18    | ▲ 21,1  | ▼ 20,8  | ▼ 19,9   | ▲ 22,9  | ▲ 28,2  | ▼ 24,9  | ▲ 25,5  | ▼18,6    | ▲ 20,8   | ▲ 22,9  |
| Чистый долг, млн руб.                                           | 200,7   | ▲ 217,3 | ▼ 171,1 | ▲ 173,7 | ▲ 177,5 | ▲ 181,59 | ▲ 186,7 | ▲ 333,0 | ▲ 466,0 | ▲ 505,2 | ▼502,007 | ▲ 563,26 | ▲ 661,2 |
| FCF, млрд руб.                                                  | н/д     | н/д     | 27,3    | ▼ 21,9  | ▼ 13,3  | ▲ 20,39  | ▼ 14,8  | ▲ 30,3  | ▼ 22,7  | ▲ 32,5  | ▲ 45,16  | ▲ 56,77  | ▼ 40,3  |

| Структура выручки по сегментам и кластерам, млрд руб. | Структура выручки по сегментам и кластерам, млрд руб. | Структура выручки по сегментам и кластерам, млрд руб. | Структура выручки по сегментам и кластерам, млрд руб. |
|                                                       | 2024                                                  | 2023                                                  | Изменение                                             |
| ----------------------------------------------------- | ----------------------------------------------------- | ----------------------------------------------------- | ----------------------------------------------------- |
| 1. Сегменты                                           | 397,96                                                | 351,41                                                | ▲13%                                                  |
| - B2C                                                 | 158,01                                                | 146,66                                                | ▲8%                                                   |
| - B2B/B2G                                             | 161,89                                                | 138,14                                                | ▲17%                                                  |
| - B2O (business to operators)                         | 78,05                                                 | 66,61                                                 | ▲17%                                                  |
| 2. Цифровые кластеры                                  | 172,71                                                | 145,262                                               | ▲19%                                                  |
| - ЦОД и облачные услуги                               | 69,67                                                 | 57,46                                                 | ▲21%                                                  |
| - Цифровой регион                                     | 31,56                                                 | 28,15                                                 | ▲12%                                                  |
| - Информационная безопасность                         | 21,68                                                 | 14,35                                                 | ▲51%                                                  |
| - Прочие                                              | 49,79                                                 | 45,31                                                 | ▲10%                                                  |
| 3. Мобильный бизнес                                   | 277,78                                                | 250,40                                                | ▲11%                                                  |
| 4. Прочие                                             | 57,46                                                 | 59,03                                                 | ▼3%                                                   |
| Элиминации и корректировки                            | (125,959)                                             | (98,31)                                               | -                                                     |
| Итого                                                 | 779,94                                                | 707,80                                                | ▲10%                                                  |

### Операционные результаты
| Сервисы на базе оптических технологий |               | 2016 | 2017  | 2018  | 2019  | 2020   | 2021   | 2022   | 2023   | 2024  |
| ------------------------------------- | ------------- | ---- | ----- | ----- | ----- | ------ | ------ | ------ | ------ | ----- |
| Интернет-доступ                       |               | 7,6  | ▲8,2  | ▲8,8  | ▲9,5  | ▲10,4  | ▲10,8  | ▲11,4  | ▲12,2  | ▲13,0 |
| B2C: ШПД оптика                       | абоненты, млн | 7,1  | ▲7,7  | ▲8,1  | ▲8,7  | ▲9,5   | ▲9,8   | ▲10,3  | ▲11,0  | ▲11,8 |
| B2B/G: ШПД оптика                     | абоненты, млн | 0,3  | 0,3   | ▲0,4  | ▲0,5  | ▲0,6   | ▲0,7   | 0,7    | 0,7    | ▲0,8  |
| B2B/G: ШПД оптика + VPN               | абоненты, млн | 0,4  | ▲0,5  | ▲0,7  | ▲0,8  | ▲0,9   | ▲1,0   | ▲1,1   | 1,1    | ▲1,2  |
| IPTV                                  | абоненты, млн | 4,2  | ▲4,8  | ▲5,3  | ▲5,6  | ▲6,1   | ▲6,4   | ▲6,7   | ▲7,1   | ▲7,5  |
| Виртуальная АТС                       | абоненты, млн | -    | -     | -     | 0,097 | ▲0,160 | ▲0,218 | ▲0,245 | ▲0,271 | ▲1,3  |
|                                       |               |      |       |       |       |        |        |        |        |       |
| Традиционные сервисы                  |               |      |       |       |       |        |        |        |        |       |
| Местная фиксированная связь           |               |      |       |       |       |        |        |        |        |       |
| B2C                                   | абоненты, млн | 17,1 | ▼15,7 | ▼14,2 | ▼12,6 | ▼11,3  | ▼9,9   | ▼8,9   | ▼7,8   | ▼6,8  |
| B2B/G                                 | абоненты, млн | 3,5  | ▼3,3  | ▼3,2  | ▼2,9  | ▼2,7   | ▼2,6   | ▼2,5   | ▼2,4   | ▼2,2  |
| ШПД xDSL                              |               |      |       |       |       |        |        |        |        |       |
| B2C: ШПД xDSL                         | абоненты, млн | 4,5  | ▼4,3  | ▼3,9  | ▼3,4  | ▼3,0   | ▼2,5   | ▼2,2   | ▼1,9   | ▼1,6  |
| B2B/G: ШПД xDSL                       | абоненты, млн | 0,5  | ▼0,4  | ▼0,3  | 0,3   | ▼0,2   | 0,2    | 0,1    | 0,1    | 0,1   |
| Кабельное ТВ                          | абоненты, млн | 5,1  | ▼4,9  | 4,9   | ▼4,8  | ▼4,7   | ▼4,5   | ▼4,3   | ▼4,3   | ▼4,1  |
|                                       |               |      |       |       |       |        |        |        |        |       |
| Количество стоек в дата-центрах       | тысяч штук    | 4,1  | ▲5,3  | ▲5,9  | ▲11,5 | ▲13,2  | ▲13,7  | ▲15,0  | ▲21,0  | ▲27,0 |
|                                       |               |      |       |       |       |        |        |        |        |       |

### Рэнкинги
В 2021 году Национальное Рейтинговое Агентство поставило «Ростелеком» на первое место в ESG-рэнкинге российских публичных нефинансовых компаний промышленного и производственного сектора.

### Рейтинги
- Рейтинговое агентство АКРА присвоило в 2017 году ПАО «Ростелеком» рейтинговую оценку AA(RU) со стабильным прогнозом. Рейтинг ежегодно подтверждался, в 2023 году был повышен до AA+(RU), в 2024 и 2025 годах - подтверждён[170].
- Рейтинговое агентство НКР в 2021 году присвоило ПАО «Ростелеком» рейтинговую оценку AA+.ru со стабильным прогнозом. В 2022 году был повышен до AAA.ru и ежегодно подтверждается (2022-2024)[171].

### Награды

###### 2024
- Победитель премии «Провайдер года 2024» в главной номинации за заслуги в сфере телекоммуникаций[172]
- Лауреат премии «Global CIO» в категории «Лучшее решение для разработки ИТ-продуктов» с интеллектуальным помощником разработчика «Василиса». Также платформа EVA отмечена в номинации «Лучшее решение для управления ИТ-активами»[173]
- Победитель премии «RB Digital Awards 2024» в номинации «Поставщик года»[174]
- Лауреат премии «Приоритет: Цифра - 2024» в номинации «Системы управления взаимоотношениями с клиентами (CRM)»[175]
- Гран-При в номинации «Лучшая платформа для онлайн-обучения - 2024» с платформой «ИТ-таланты» в рамках саммита «CDO/CDTO Summit & Awards 2024». А также «Digital-проектом года - 2024» в области телекома была названа разработка «CLM – система управления целевыми маркетинговыми кампаниями» [176]

## Услуги

### Интернет
Компания предоставляет услуги ШПД с использованием различных технологий, развивая оптические сети доступа (технологии FTTx, PON и др.). Оптические сети «Ростелекома» охватывают более 38 млн домохозяйств по всей стране.

#### IPTV
Компания предоставляет услуги кабельного и интерактивного телевидения в стандарте IPTV. Компания занимает лидирующее положение на российском рынке услуг платного телевидения по выручке и абонентской базе IPTV.
В сентябре 2018 года «Ростелеком» представил новый цифровой видеосервис Wink — мультимедийную OTT-платформу, которая позволяет смотреть ТВ-программы, каналы, фильмы и сериалы на любых устройствах, на сети любого оператора.
В сервисе — более 400 телеканалов, 60 000 единиц контента в онлайн-кинотеатре. Wink доступен на телевизорах (с помощью ТВ-приставки, приложений в Smart TV, Apple TV и Android TV), смартфоне или планшете (с помощью мобильных приложений для Android и iOS), ноутбуке и компьютере (на видеопортале Wink).

#### Центры обработки данных (ЦОД)
«Ростелеком» является крупнейшим оператором дата-центров в России по количеству стоек.
В сентябре 2020 «Ростелеком» ввел в промышленную эксплуатацию самый восточный ЦОД — в Южно-Сахалинске. На начальном этапе мощность ЦОД составит 1,5 МВт, емкость машинных залов — 25 стойко-мест с возможностью расширения до 180.
В августе 2020 в здании дата-центра Москва-I заработал новый модуль на 100 стоек. Модуль обладает независимыми инженерными системами: холодоснабжение, гарантированное и бесперебойное энергоснабжение, пожаротушение. Дата-центр соответствует стандарту Tier III.
В ноябре 2020 «Ростелеком-ЦОД» запустил в эксплуатацию дата-центр NORD-5 в Москве. Общая площадь дата-центра — 1500 м² на 600 стоек заказчиков. Особенность центра — выделенный зал со стойко-местами с повышенной мощностью до 20 кВт.
В декабре 2020 «Ростелеком-ЦОД» запустил дата-центр общей емкостью 800 стойко-мест и мощностью 7400 кВт. В четырёх машинных залах разместится по 200 стоек. Общая площадь центра обработки данных составляет 4266 м². Новый дата-центр располагается на севере Санкт-Петербурга.
В январе 2021 года «Ростелеком-ЦОД» запустил в эксплуатацию новый дата-центр Tier III в Новосибирске общей мощностью 3 МВт. В трех машинных залах разместятся 300 стойко-мест.
В июне 2021 создана сервисная компания «Центр Технологий ЦОД» (ЦТ ЦОД) на базе команд лидеров рынка дата-центров «Ростелеком-ЦОД» и «ДатаЛайн».
В октябре 2021 года «Ростелеком-ЦОД» открыл в Москве новый дата-центр NORD-6, соответствующий уровню надежности Tier III. В двух машинных залах разместятся 207 стоек, общая мощность дата-центра составит 5 МВт. Особенностью нового центра стала группа стоек с повышенной мощность 20 кВт.
В октябре 2022 «Ростелеком» ввел в промышленную эксплуатацию центр обработки данных (ЦОД) в Мурманске, первый инфраструктурный объект, построенный в арктической зоне России.

#### VPN
Компания предоставляет услуги по организации виртуальных частных сетей (Virtual Private Network), что позволяет компаниям-клиентам создать единую защищённую виртуальную сеть без строительства сетевой инфраструктуры.
На базе VPN возможна организация дополнительных услуг: видеоконференцсвязи, корпоративной телефонии, системы электронного документооборота.

#### Домашнее видеонаблюдение и умный дом
«Умный дом» — комплексное цифровое решение, объединяет устройства для удаленного контроля событий в квартире и для управления домашним хозяйством. Пользователь получает уведомления при задымлении, протечке воды, проникновении постороннего в дом и в ряде других ситуаций. В составе решения — умная розетка, умное освещение и другие устройства управления для квартиры. Для управления используется веб-интерфейс или мобильное приложение.
Услуга «Видеонаблюдение» помогает дистанционно контролировать происходящее внутри или вне дома из любой точки мира, где есть интернет. На всем пути передачи данных используется шифрование.
Разработана и внедрена цифровая экосистема «Ростелеком. Ключ», главная задача которого — создание комфортной и безопасной среды в многоквартирных домах и на их территориях. В сервис входят умные домофон, шлагбаум и счетчики, а также комплексное видеонаблюдение. Все продукты реализованы на одной платформе и доступны жителям в едином приложении для смартфона.

#### Голосовой ассистент «Маруся»
В июне 2020 года «Ростелеком» и VK объявили о стратегическом партнерстве в развитии голосового управления цифровыми сервисами, которое включает использование технологий искусственного интеллекта и интернета вещей. Голосовой ассистент «Маруся» от VK уже поддерживает полноценное голосовое управление видеосервисом Wink и «Умным домом» от «Ростелекома».

#### Облачные услуги
«Ростелеком» предоставляет услугу эксплуатации виртуального Центра обработки данных для корпоративных клиентов — сервис предоставления в аренду вычислительных мощностей, систем хранения данных и резервного копирования, размещённых на облачной платформе, с доступом через Интернет или VPN. На выбор предоставляется три платформы: VMware, Hyper-V и KVM.

#### Доступ к банковским услугам на труднодоступных территориях
22 ноября 2018 года «Ростелеком» подписал трёхсторонний договор с Банком России и Почта Банком о проведении тестового запуска программы по приоритетному обеспечению финансовыми услугами граждан РФ, проживающих на отдалённых, труднодоступных и малонаселённых территориях. В список были включены 10 населённых пунктов Приморского края, с населением от 700 до 4000 человек.
В январе 2019 Почта Банком были открыты 10 банковских отделений на базе зданий Почты России, в которые «Ростелекомом» был проведён высокоскоростной интернет.

### Связь

#### Стационарная телефонная связь
Компания предоставляет услуги стационарной телефонной связи. В 2020 году по инициативе компании услуги домашней телефонии стали бесплатными для ветеранов Великой Отечественной войны и жителей блокадного Ленинграда.

#### Сотовая связь
Ранее в состав компании входили 9 операторов сотовой связи, полученных при поглощении межрегиональных компаний связи, а также ряд компаний, приобретённых позднее. В 2014 году сотовые активы переданы в совместное предприятие и стали частью четвёртого федерального оператора Tele2. Последний сотовый оператор «Ростелекома» — ОАО «Сотовая связь Башкортостана» — был продан МТС в июле 2017 года.
В сентябре 2016 года было восстановлено оказание услуг в сфере сотовой связи по модели MVNO в сети Tele2 в Архангельской, Тверской, Свердловской областях и Краснодарском крае. В ноябре 2016 года услуги запустили во всех регионах присутствия Tele2.
В 2020 году мобильный оператор «Tele2 Россия» стал 100-процентной дочерней компанией «Ростелекома».

#### Совместные проекты на базе инфраструктуры сотовых операторов
Весной 2018 года «Ростелеком», Nokia и Фонд «Сколково» запустили первую в России открытую опытную зону сети 5G. Сеть первыми ввели в эксплуатацию «Государственный Эрмитаж» и Ericsson.
Осенью 2018 года «Ростелеком», ФГУП «НАМИ» и Фонд «Сколково» запустили опытную зону беспилотного транспортного средства с использованием сети 5G в диапазоне 3,4—3,8 ГГц на территории инновационного центра «Сколково» в условиях, приближенных к реальным на дорогах общего пользования.
В феврале 2019 года «Ростелеком» и «МегаФон» объявили о начале работы совместного предприятия для развития сетей 5G. Проект поддержали операторы «большой четверки», входящие в LTE Union («Союз операторов мобильной связи ЛТЕ»).
Весной 2019 года «Ростелеком», Tele2 и Nokia завершили тестирование решений IoT для ЖКХ с использованием отечественной сетевой инфраструктуры. По результатам тестирования была подтверждена возможность экономически эффективного подключения электросчетчиков, работающих через радиодоступ в лицензируемых диапазонах, а также определить требования к различным элементам IoT-решения и параметрам их работы в условиях плотной городской застройки.
В июне 2019 года «Ростелеком», «МегаФон» и Nokia совершили первый международный видеозвонок в российских сетях 5G, соединив Санкт-Петербург и Хельсинки в рамках проведения Петербургского международного экономического форума 2019.
В июне 2021 года правительство Москвы и «Ростелеком» заключили соглашение о взаимодействии в целях развития в столице сетей мобильной связи пятого поколения (5G). Соглашение предусматривает сотрудничество для проведения прикладных исследований, испытаний прототипов и опытных образцов решений, сервисов и услуг, оказываемых с использованием 5G. Стороны договорились о создании в столице индустриальных полигонов с инфраструктурой сетей 5G. Организация индустриальных полигонов предусмотрена в дорожной карте развития сетей 5G, утвержденной Правительством России. Основные цели полигона — содействие внедрению решений 5G в различных отраслях экономики и социальной сферы, поиск новых бизнес-моделей и апробация цифровых сервисов и услуг в реальных условиях. Первый 5G-полигон открыт на Боткинской больницы. Будет проводиться пилотирование прорывных цифровых технологий и сервисов в сфере здравоохранения. В дальнейшем на базе полигона планируются прикладные исследования, испытания прототипов и опытных образцов инновационных медицинских решений и услуг, работающих на базе сети 5G.
В июне 2021 года холдинг «Швабе» госкорпорации «Ростех» и компания «Ростелеком» заключили соглашение о стратегическом партнерстве, благодаря которому планируется создавать инновационные сервисы и услуги с использованием технологий связи пятого поколения (5G).
В конце 2023 года «Ростелеком» и «Автодор» заключили соглашение о сотрудничестве, предусматривающее строительство вдоль автодорог инфраструктуры сотовой связи для предоставления голосовых услуг и мобильного интернета стандарта LTE.

#### Универсальные услуги связи (УУС)
1 апреля 2014 года Распоряжением Правительства РФ от 26 марта 2014 года № 437-р обязанности по оказанию универсальных услуг связи была возложены на ПАО «Ростелеком».
С 1 августа 2017 года была отменена плата за пользование высокоскоростным интернетом в точках доступа малых населенных пунктов (250—500 жителей).
С 1 июня 2019 года были отменены платы за звонки с таксофонов на стационарные телефоны.
С 1 ноября 2019 года были отменены тарифы на звонки на мобильные номера любых российских операторов.
В 2019 году общий трафик местных, внутризоновых и междугородных телефонных соединений вырос в 1,6 раза. В январе 2020 года общий внутризоновый трафик вырос по сравнению с октябрем 2019 года в 5,5 раз, а междугородный — в 3,6 раза.

#### Устранение цифрового неравенства
В марте 2021 года в деревне Редкое Называевского района Омской области в пилотную эксплуатацию запущена первая в стране базовая станция для оказания услуг мобильной связи, которые недавно были включены в состав универсальных услуг связи. Это начало подготовки ко второй фазе проекта устранения цифрового неравенства (УЦН 2.0). Территория покрытия базовой станции с доступом к качественному мобильному интернету кроме деревни Редкое охватывает и соседние населенные пункты.
Министерство цифрового развития, связи и массовых коммуникаций РФ и «Ростелеком» подписали соглашение, расширяющее договор об условиях оказания универсальных услуг связи. Компания приступает ко второму этапа проекта устранения цифрового неравенства (проект УЦН 2.0), который включает организацию сетей мобильной связи в малых населенных пунктах (от 100 до 500 человек). До конца 2021 года в 1198 российских поселках, селах и деревнях появится мобильная связь четвёртого поколения (4G/LTE). Жителям будут доступны мобильная голосовая связь и высокоскоростной беспроводной интернет. Всего до 2030 года мобильная связь должна стать доступна более чем в 24 тыс. населенных пунктов страны.
Согласно отчёту «Ростелекома» по строительству базовых станций в рамках второго этапа проекта устранения цифрового неравенства, на конец 2021 года мобильная связь появилась в 1201 малом населенном пункте.
Правительство нашло дополнительные средства на продолжение финансирования программы в 2024 году.
За последние 10 лет почти в 14 тысячах населенных пунктов с населением от 250 до 500 человек обеспечены услуги передачи данных. Примерно в 3 тысячи населенных пунктов с населением от 100 до 500 граждан проведена мобильная связь, а всего в 17 тысячах населенных пунктов в ближайшие 6 лет планируется установить базовые станции.
В 2023 году по итогам второго этапа проекта устранения цифрового неравенства (проект УЦН 2.0) голосовую связь и скоростной мобильный интернет получили 2853 малых населенных пункта по всей стране. Проект реализуют в соответствии с контрактом Минцифры России с «Ростелекомом». Всего со старта второго этапа проекта в 2021 г. качественное мобильное покрытие стандартов 2G/4G обеспечено уже в 4709 селах, поселках, деревнях, станицах и аулах, в которых проживает от 100 до 500 человек. Для подключения базовых станций проложено более 17 тыс. км. новых волоконно-оптических линий связи.

### Интеграция цифровых технологий
Переход на отечественное ПО
22 апреля 2020 года «Ростелеком» зарегистрировал в реестре отечественного ПО новый ИТ-продукт — отраслевое решение «Паспорт объекта недвижимости» (ОРПОН). Система для паспортизации объектов недвижимости позволяет обеспечивать непрерывный процесс подключения услуг связи и обслуживания клиентов по всей стране.
В июле 2020 года «Ростелеком» зарегистрировал в едином реестре отечественного ПО систему документирования данных DataGovernance «Атлант».
В декабре 2020 года «Ростелеком» зарегистрировал в едином реестре отечественного ПО ИТ-продукт «Единая точка входа». С помощью нового решения все отчеты и информационные системы компании интегрируются в единый реестр
В мае 2021 года в центре компетенций «Ростелекома» началась разработка новых и миграция существующих программных решений под серверное оборудование с процессором на архитектуре «Эльбрус-2000». Цель нового подразделения — помочь организациям бесшовно перейти на отечественное ПО и перенести софт на «Эльбрус». Развернуты операционные системы (ОС) «Эльбрус» для обычных решений и Astra Linux Special Edition для систем, требующих ограничения доступа к обрабатываемой информации. В качестве операционных систем (ОС) развернуты ОС «Эльбрус» для обычных решений и Astra Linux Special Edition для систем, требующих ограничения доступа к обрабатываемой информации. Все серверы оснащены аппаратно-программным модулем доверительной загрузки, что в комплекте с сертифицированной ФСТЭК и ФСБ операционной системой позволяет создавать решения для объектов критической информационной инфраструктуры любого класса доступа.
Центр компетенций «Ростелекома» по разработке программ под российские процессоры при поддержке компании АО «МЦСТ», создателя процессоров «Эльбрус», объявил о создании облачной платформы и предоставлении услуг облачной инфраструктуры на базе процессоров «Эльбрус» — «Российское облако Эльбрус».
В мае 2022 года цифровая мультимедийная платформа Wink включена в реестр российского программного обеспечения, который ведет Минцифры России. Платформа с нуля создана силами внутренней команды разработчиков группы компаний «Ростелеком».
В июне 2022 года цифровой сервис «Ростелеком. Ключ» включен в реестр отечественного ПО. Сервис представляет собой комплекс решений по безопасности и управления многоквартирными домами: умный видеодомофон и видеонаблюдение в подъездах и на придомовой территории, умные шлагбаумы, системы контроля удаленного доступа, счетчики с автоматической передачей показаний. Решения «Ключа» применяют около 1000 управляющих компаний в 2500 многоквартирных домов.
В сентябре 2022 года «Ростелеком» получил официальное подтверждение российского происхождения ключевых цифровых платформ для оказания услуг населению.
Видеосервис Wink, цифровые платформы для управления многоквартирными домами «Ростелеком.Ключ» и квартирами «Умный дом» с нуля созданы командами внутренних IТ-разработчиков группы компаний «Ростелеком», а в 2022 году включены в реестр отечественного программного обеспечения (ПО), который ведет Минцифры России. Данное подтверждение было выдано соответствующим экспертным советом при Минцифры РФ.
В 2022 году «Ростелеком» разработал мобильное приложение «Ростелеком.СКИТ.СП» по автоматизации учета и мониторинга объектов недвижимости для мобильных устройств на операционной системе «Аврора».
В 2022 году «Ростелеком» запустил защищенную видеоконференцсвязь Web-ВКС для компаний от малого и среднего бизнеса до крупных корпораций и госзаказчиков. Сервис работает на базе полностью отечественных решений, использует собственные облачные мощности компании.
В декабре 2022 года было подписано соглашение по «дорожной карте» «Современные и перспективные сети мобильной связи». Документы подписаны между Правительством Российской Федерации и ПАО «Ростелеком», ООО «КНС ГРУПП» и Государственной корпорацией «Ростех».
В 2023 году российский разработчик интеллектуальной кросс-канальной антифрод-платформы Fuzzy Logic Labs (входит в ГК «Ростелеком») запустил новый программный продукт — Сессионный антифрод 2.0. Он функционирует на базе платформы Smart Fraud Detection, основанной на технологии искусственного интеллекта (ИИ).
В 2023 году на производственных площадках «Аквариус» в Твери и Шуе началось серийное производство отечественных КПК в форм-факторе смартфона, работающих под управлением мобильной операционной системы «Аврора».
В рамках Петербургского международного экономического форума - 2023 «Ростелеком», производитель инфраструктурного оборудования F+ tech, а также разработчик ПО для десктопных и мобильных операционных систем (ОС) «Авроид» подписали соглашение о сотрудничестве по развитию отечественных ИТ-решений для национальной мобильной экосистемы «Аврора».
В 2023 году «Ростелеком» и разработчик программного обеспечения (ПО) для десктопных и мобильных операционных систем (ОС) компания «Авроид» представили полноценное мобильное рабочее место.
В 2023 году «Мойофис» и «Ростелеком» договорились о создании программно-аппаратных комплексов (ПАК) для совместной работы с документами и коммуникаций в рамках мобильных и стационарных рабочих пространств и серверных решений на базе доверенной ОС «Аврора», их взаимном продвижении и поддержке.Основными компонентами ПАК станут ОС «Аврора», платформы виртуализации удаленных рабочих мест «Базис.WorkPlace» и «Базис.DynamiX», а также офисное ПО «Мойофис документы», «Мойофис частное облако 2» и Mailion, которые обеспечивают совместную работу с документами и коммуникациями в безопасной среде частного облака организации.
В 2023 году AVROID, российский разработчик программных продуктов создал платформу, которая позволяет запускать Android-приложения в операционной системе (ОС) «Аврора».
В ноябре 2023 года для российской операционной системы «Аврора» создано первое платежное приложение – «СБПэй». Сервис разрабатывают Национальная система платежных карт (НСПК, оператор платежной системы «Мир» и разработчик «СБПэй») и Открытая мобильная платформа (ОМП, «дочка» «Ростелекома» и разработчик «Авроры»).
В конце 2023 года Минцифры внесло в единый реестр российских программ для электронных вычислительных машин и баз данных межсетевой экран нового поколения Solar NGFW. Продукт разработан архитектором комплексной кибербезопасности в России ГК «Солар» (дочерняя компания «Ростелекома», работающая в сфере информационной безопасности). 
В 2024 году «Ростелеком» включил в реестр отечественного программного обеспечения Минцифры России собственную разработку — систему управления проектами и задачами «Яга».
В 2024 году дочка «Ростелекома» «Булат» завершила испытания отечественной базовой станции GSM/LTE. 20 базовых станций были установлены на тестовом сегменте сети коммерческого оператора связи. 
В начале 2024 года «Ростелеком» перешел на многофункциональный редактор ContentReader PDF для работы с PDF-документами от российского разработчика Content AI.
В конце 2024 года интеллектуальный сервис с функционалом чат-бота ESMP Button от «РТК ИТ Плюс» (дочерняя компания «Ростелекома») включили в Единый реестр отечественного ПО.

#### Цифровые сервисы для медицины
В 2016 году «Ростелеком» заключил соглашение с МГУ им. Ломоносова на разработку и создание автоматизированной системы дистанционного медицинского консультирования и мониторинга физиологического состояния человека. Результатом сотрудничества должно стать создание платформы для использования телемедицинских устройств; организации взаимодействия врач-врач, врач-пациент для автоматизации медицинской деятельности.
В 2017 году «Ростелеком» начал подключение учреждений здравоохранения к высокоскоростному интернету. К октябрю 2017 года в ряде регионов были созданы централизованные архивы медицинских изображений, в которые собираются результаты цифровых обследований пациентов.
В ноябре 2018 года «Ростелеком» вместе с DOC+ запустил телемедицинский сервис «Ростелеком Маме», где можно получить консультации о детском здоровье.
В 2019 году компания в партнёрстве с ООО «Мобильные Медицинские Технологии» (ММТ) запустила в пилотную эксплуатацию новый цифровой сервис «Ростелеком Здоровье». Сервис состоит из мобильного приложения и сайта с доступом к онлайн-консультациям терапевтов в круглосуточном режиме и профильных специалистов по предварительной записи.
В 2020 году «Ростелеком» разработал комплексное решение для высокоточного удаленного контроля температуры тела проходящих мимо людей с использованием тепловизоров.
В апреле 2021 года «РТ Медицинские информационные системы» («РТ МИС», входит в группу компаний «Ростелеком») и резидент Фонда «Сколково», компания «К-Скай», подписали соглашение о сотрудничестве в сфере искусственного интеллекта. Стороны договорились о технологическом партнерстве и выполнили бесшовную интеграцию единой цифровой платформы (ЕЦП. МИС) от «РТ МИС» и платформы прогнозной аналитики и управления рисками Webiomed от «К-Скай». Взаимодействие двух программных продуктов основано на автоматическом защищенном анализе обезличенных медицинских данных, которые накапливаются в ЕЦП.МИС, с помощью алгоритмов и моделей машинного обучения, встроенных в платформу Webiomed.
«РТ-Доктис» (совместное предприятие «Цифромеда», «Доктис» и РФПИ) завершил разработку федеральной телемедицинской платформы (гостелемед), интегрированной с единой государственной системой идентификации на портале госуслуг. Платформа использует ресурсы сети клиник «Мать и дитя». В декабре 2020 года «Ростелеком» приступил к активному подключению региональных систем здравоохранения к платформе на безвозмездной основе.

#### Цифровые сервисы для образования
В 2014 году «Ростелеком» совместно с Пенсионным фондом РФ запустили учебную программу для пенсионеров «Азбука интернета». Проект получил «Премию Рунета 2014».
В 2017 году компания разработала платформу информационно-библиотечных центров, предназначенных для создания региональной образовательной экосистемы. Платформа представляет собой комплексную автоматизированную информационную систему и включает в себя ряд модулей и сервисов (электронная библиотека, единая система построения отчётности в электронном виде, плеер электронного контента и т. д.).
В 2017 году «Ростелеком» и издательство «Просвещение» создали совместную компанию «РТК. Просвещение», которая занимается развитием сервисов электронного образования, внедрением решений для школьных информационно-библиотечных центров и комплектованием фондов библиотек образовательных организаций электронными образовательными ресурсами.
В сентябре 2018 года «Ростелеком» запустил образовательный сервис для школьников и родителей «Ростелеком Лицей». С его помощью ученики могут подготовиться к ОГЭ и ЕГЭ по разным предметам, выбрать вуз и пройти профориентацию, для родителей проводятся консультации.
В феврале 2019 года глава «Ростелекома» Михаил Осеевский, говоря о подключении общеобразовательных учреждений к интернету, оценил установление высокоскоростного соединения в 40 тысячах школах в 40 миллиардов рублей, при этом трафик в этом случае будет оплачен до 2025 года.
В августе 2019 года «Ростелеком» и «Дневник.ру» создали совместное предприятие ООО «РТК-Дневник». Целью компании является внедрение современных цифровых технологий в российских школах. Обеспечение комплексных цифровых сервисов в сфере школьного образования планировалось производить на базе цифровой платформы ведения электронных дневников и журналов, онлайн-записи в школу, комплексного мониторинга успеваемости и оценки качества образования, имеющейся у «Дневник.ру».
В сентябре 2019 года приказом Минкомсвязи России от 19 сентября 2019 года цифровой продукт компании «Ростелеком Контакт-центр» — «Система управления знаниями» был включен в единый реестр отечественного программного обеспечения.
В марте 2021 года ООО «Цифровое образование», совместное предприятие Mail.ru Group и «Ростелекома», запустило платформу «Сферум», которая позволяет учиться и общаться онлайн школьникам, учителям и родителям. «Сферум» основан на технологиях социальной сети «ВКонтакте», а «Ростелеком» обеспечивает цифровую инфраструктуру и интеграцию с государственными информационными системами.

#### Развитие проектов «Цифровой регион» («Умный город»)
В 2019 году «Ростех», «Росатом» и «Ростелеком» вошли в состав участников Национального центра компетенций «Умный город». Работа Центра направлена на разработку, внедрение и популяризацию технологий, оборудования, программ по повышению уровня цифровизации городского хозяйства, а также на осуществление подготовки и поддержки проектов международного сотрудничества по вопросам жилищной политики, городского развития и управления природными ресурсами.

#### Другие сервисы
В 2018 году «Ростелеком» создал первое в России «цифровое село» в поселении Мичуринское Хабаровского края. Проект был назван «Цифровая территория Мичуринское» и представляет собой экосистему поселения с внедренными в неё телекоммуникационными технологиями, которые направлены на цифровизацию образования, медицины, государственных услуг, безопасности, бизнеса и досуга.
Осенью 2018 года «Ростелеком» запустил проект «Цифровая скважина». Проект дает возможность установить в скважине месторождения оборудование, которое собирает данные, доступные для работы в режиме онлайн вне зависимости от местонахождения.
В апреле 2019 года «Почта России» и «Ростелеком» на федеральном уровне запустили совместный проект в области indoor-рекламы, с целью трансляции видеорекламы в почтовых отделениях. Первой площадкой для реализации проекта стали Нижегородская и Кировская области, Пермский край, а также республики Марий Эл, Мордовия, Удмуртия и Чувашия. Планировалось установить около 2,5 тыс. видеопанелей в почтовых отделениях данных регионов.
Весной того же года «Ростелеком» по заказу сервиса «Яндекс. Погода» установил видеонаблюдение за погодными изменениями в 50 российских городах. Пользователи сервиса получили возможность наблюдать за погодой в выбранном населенном пункте в режиме реального времени. С учётом специфики проекта, камеры настроены так, что пользователи видят перспективу города с высоты птичьего полета. Круглосуточная трансляция доступна во встроенном плеере «Яндекс. Эфира» внутри сервиса «Яндекс. Погода».
В конце 2019 года «Ростелеком» запустил проект «Умная каска». Главная цель которого — повышение безопасности сотрудников предприятий, работающих на опасных производственных объектах. Первые «умные каски» были внедрены на Источном месторождении АРМЗ «Хиагда» (входит в контур управления Уранового холдинга «АРМЗ»/Горнорудный дивизион Госкорпорации «Росатом»), которое находится в Баунтовском эвенкийском районе Республики Бурятия.
В начале 2023 года «Ростелеком» совместно с компанией «ДИВО» внедрил на горнодобывающем предприятии «Далур» систему мониторинга персонала: за безопасностью сотрудников будут следить умные каски. Комплект «Умная каска» включает несколько электронных модулей с набором специальных датчиков: устройство позиционирования GPS/ГЛОНАСС, GSM-модуль, гироскоп и акселерометр .
Начиная с 2023 года обозначился тренд на выход ПАО «Ростелеком» на рынок делового туризма. Во втором квартале 2024 года «Ростелеком» запустил отельный консолидатор «Ростелеком Travel Tech». Эта платформа должна облегчить работу корпоративных и государственных заказчиков с гостиницами. Оператором этого консолидатора стала дочерняя компания АО «Ростелеком» ООО «Система бронирования отелей». В декабре 2023 года ПАО «Ростелеком» приобрело 60 % акций ООО «Кортеос» — разработчика платформы для автоматизации делового туризма.

### Обеспечение информационной безопасности

#### Системы видеонаблюдения
В 2012 году на выборах Президента России «Ростелеком» организовал видеонаблюдение и онлайн-трансляцию. Все желающие могли наблюдать за ходом голосования через интернет. Созданная инфраструктура использовалась во время других выборных кампаний.
«Ростелеком» вместе с МГТС и «Акадо» участвует в проекте городского видеонаблюдения в Москве. Всего было установлено 140 000 видеокамер, из них 51 000 камер установил «Ростелеком».
Видеонаблюдение Ростелекома доступно как для домашнего использования, так и для бизнеса. Домашней комплект представлен проектом «Умный дом», B2B направление выделилось в отдельный сервис.
С 2014 года «Ростелеком» организовывает видеонаблюдение за проведением основного и дополнительного периодов Единого государственного экзамена (ЕГЭ). В рамках проекта компания ведет трансляцию видеосигнала на портале www.smotriege.ru. Система видеонаблюдения «Ростелекома» для ЕГЭ организована на базе защищенных оптических каналов связи. Все видеозаписи хранятся в центрах обработки данных «Ростелекома» в зависимости от требований региональных контрактов.
28 февраля 2019 года в селе Корткерос Республики Коми заработал комплекс облачного видеонаблюдения, разработчиком проекта которого выступил ПАО «Ростелеком».
Видеонаблюдение «Ростелекома» с функцией видеоаналитики также может использоваться для мониторинга обнаружения лесных пожаров, санитарно-эпидемиологических правил и норм (СанПиН) по сбору, вывозу и утилизации твердых бытовых отходов (ТБО).
В 2021 году количество камер городского видеонаблюдения, установленных «Ростелекомом», превысило 350 000.

#### Обеспечение кибербезопасности
14 ноября 2018 года, в ходе пресс-конференции президент компании Михаил Осеевский сообщил, что «Ростелеком» создаст единую платформу кибербезопасности на базе недавно приобретённой Solar Security. Компания также объявила о запуске трёх первых сервисов, доступных через каналы связи «Ростелеком». Стартовый набор включает защиту от сетевых атак, обеспечение безопасности электронной почты и веб-приложений. К концу 2019 года число сервисов будет увеличено более чем в два раза. Платформа сервисов ориентирована на массовую B2B — аудиторию.
Solar Security будет отвечать за развитие существующих продуктов и сервисов, а также реализацию внешних проектов ПАО «Ростелеком» по защите корпоративного и государственного сектора. Будет создан национальный оператор кибербезопасности России, чья деятельность будет включать три направления — сервисы, собственные продукты и комплексные решения по кибербезопасности.
В ноябре 2018 года «Ростелеком» представил единую платформу сервисов кибербезопасности.

#### Киберполигоны
В 2021 году стартовала организация киберполигонов в рамках национальной программы «Цифровая экономика» для различных отраслей. Киберполигоны позволяют организовать межведомственные учения, не подвергая опасности существующую работу текущих отраслей или органов исполнительной власти. При этом на полигоне воссоздается работа отраслей, предприятий и даже целых городов. Тренировки и учения позволяют координировать работу различных органов для преодоления кибератак.
В июне 2021 под эгидой Минэнерго России на национальном киберполигоне «Ростелекома» прошли киберучения, в которых приняли участие ключевые игроки электроэнергетической отрасли, представители силовых ведомств, регуляторов и госорганов. Цель киберучений — повысить практическую готовность организаций сферы ТЭК к отражению комплексных распределенных компьютерных атак на целую отрасль, включая уровень взаимодействия и скорость реагирования.

#### Криптошифрование и квантовая защита данных
В декабре 2018 года «Ростелеком» завершил первый этап тестирования комплексов передачи данных с гибридной квантово-классической защитой. По результатам тестирования была подтверждена возможность использования квантового распределения ключей (КРК) на уже существующей инфраструктуре «Ростелекома».
В январе 2019 года компания провела второй этап испытаний решений по квантовой защите передачи данных.
В мае 2019 года «Ростелеком» и «Криптософт» завершили испытания прототипа первого облачного сервиса защиты передачи данных с квантовым шифрованием.
В том же месяце «Ростелеком» совместно с «Инфотекс» завершили испытания защиты передачи данных с квантовым шифрованием. Испытания осуществлялись на волоконно-оптической линии связи протяженностью 58 км между дата-центром М10 «Ростелекома» в Москве и лабораторией университета «Сколтех» в Сколково.
В сентябре 2019 года Казанский квантовый центр Казанского национального исследовательского технического университета имени А. Н. Туполева — КАИ (ККЦ КНИТУ-КАИ), «Ростелеком» и «Таттелеком» успешно обеспечили обмен квантовыми ключами шифрования на волоконно-оптической линии связи (ВОЛС) протяженностью 143 километра. Это — мировой рекорд для действующих коммерческих сетей связи. Для обмена ключами шифрования использовался поток одиночных фотонов, в квантовые состояния которых записывалась классическая информация. Квантовая рассылка ключей проходила при частоте смены фазы модуляции 100 МГц со средним количеством фотонов 0,2 на один такт модуляции. Среднее значение скорости генерации квантовых ключей в канале позволяло менять 256-битный ключ шифрования до двух раз в минуту.
В сентябре 2020 года «Ростелеком» совместно с ГК «Росатом» организовал оптическую линию связи с квантовым распределением ключей шифрования. В проекте использовалась ВОЛС с затуханием на уровне 6,5 дБ, что позволило достичь высокой скорости выработки ключей шифрования более 10 Кбит/с — результаты сравнимы с мировыми аналогами. Высокая скорость передачи ключей шифрования обеспечила высокий уровень информационной безопасности путем частой смены ключей шифрования при передаче полезной нагрузки.

### Цифровые государственные услуги и проекты

#### Дистанционное электронное голосование (ДЭГ)
Система ДЭГ разработана компанией «Ростелеком» и Минцифры по заказу ЦИК России в рамках национальной программы «Цифровая экономика Российской Федерации». Технология впервые была использована в единый день голосования 13 сентября 2020 года на дополнительных выборах депутатов Государственной Думы седьмого созыва в Курской и Ярославской областях.
В 2021 году «Ростелеком» приступил к раскрытию информации о программно-техническом комплексе дистанционного электронного голосования (ДЭГ) на официальном Портале дистанционного электронного голосования ЦИК России. Компания опубликовала высокоуровневое описание целевой архитектуры ДЭГ, в том числе функциональные и структурные схемы комплекса.
В 2023 году федеральная система ДЭГ прошла проверку на киберустойчивость.

#### Всероссийская перепись населения
В 2019—2020 годах «Ростелеком» и Росстат занимались разработкой и внедрением Автоматизированной системы Всероссийской переписи населения, с помощью которой будут полностью цифровизированы все необходимые процессы: учёт переписчиков, заключения договоров с ними, выдача заданий, сбор и обработка данных, подведение итогов переписи.
В конце 2020 года «Ростелеком» завершил подготовку цифровой инфраструктуры для проведения Всероссийской переписи населения в рамках государственных контрактов с Росстатом. В территориальные органы государственной статистики поставлены 360 тысяч планшетных компьютеров с российской мобильной операционной системой «Аврора» (разботкой ОС занимается дочерняя компания «Ростелекома» — «Открытая мобильная платформа») и специальным приложением для переписчиков. Также проведены модернизация и увеличение мощности автоматизированной системы Всероссийской переписи населения (АС ВПН), в которой будут аккумулироваться и обрабатываться все её данные.
«Ростелеком» не зафиксировал массовых системных сбоев во время проведения Всероссийской переписи населения в 2021 году.

#### Единый портал государственных услуг
В 2009 году Министерство связи и массовых коммуникаций и «Ростелеком» запустили в тестовую эксплуатацию интернет-портал госуслуг. 1 ноября 2009 года на портале было размещено 46 услуг из 74 планируемых приоритетных. 15 декабря 2009 года, в день официального открытия, на портале было размещено 110 услуг федерального уровня и более 200 регионального и муниципального уровней. На портале было доступно более 29 тыс. сервисов в электронном виде.
В 2020 году количество зарегистрированных на портале граждан России превысило 78 млн (полностью подтвержденные учётные записи). Только за 2020 год количество обращений к порталу превысило 1,5 млрд.

#### Национальная биометрическая система
«Ростелеком» является разработчиком и оператором единой биометрической системы (ЕБС). Система является одним из ключевых элементов механизма удалённой идентификации, позволяющей гражданам дистанционно получать финансовые услуги.
Платформа была разработана по инициативе Минсвязи и Центрального банка. Работа над созданием системы началась в 2017 году. Инвестиции «Ростелекома» в создание единой биометрической системы составили около 250 млн руб. В декабре 2017 года был принят закон, регулирующий отношения банков и физических лиц по удалённому созданию банковского счёта, а также были внесены поправки в ряд законов.
7 июня 2018 года на Международном финансовом конгрессе «Ростелеком», Центробанк и Почта Банк, продемонстрировали работу Единой биометрической системы.
Запуск ЕБС был осуществлён 30 июня 2018 года, а в список коммерческих организаций, уполномоченных предоставлять дистанционные услуги с использованием удалённой идентификации, было внесено 438 банков.
Идентификация пользователя в Единой биометрической системе происходит по двум параметрам — голосу и лицу, одновременное использование которых позволяет определить живого человека, а не имитацию его биометрических данных в цифровом канале.
Осенью 2018 года была опубликована карта точек банковского обслуживания, где можно сдать биометрические данные, чтобы впоследствии иметь возможность дистанционно получать банковские продукты и сервисы в любой кредитной организации с помощью удалённой идентификации.
По состоянию на февраль 2021 года сдать данные в Единую биометрическую систему можно было в 13,3 тыс. отделений 232 банков, расположенных в 95 % городов России.
Также «Ростелеком», совместно с Почта Банком, разработали мобильное приложение для удалённой идентификации в Единой биометрической системе, запуск которого состоялся в октябре 2018 года.
Осенью 2019 года «Ростелеком», первыми из компаний, получили положительное заключение на реализацию проекта облачного решения по информационной безопасности для работы с ЕБС, согласованное ФСБ России. Это решение предоставляет малым банкам возможность осуществлять удаленную идентификацию и полноценную регистрацию биометрии клиентов.
В апреле 2021 года Сбер и «Ростелеком» договорились о совместном развитии цифровых технологий идентификации, включая биометрию. На паритетных предполагалось создать совместное предприятие, которое должно было заниматься разработкой, развитием и тиражированием технологий идентификации для повышения уровня цифровизации в различных отраслях экономики.
С 30 декабря 2021 года является государственной единой биометрической системой.

#### Криптобиокабины
Решением правительства РФ «Ростелеком» определён единственным поставщиком криптобиокабин в МФЦ в 2019—2021 годах. Компания занимается поставкой, монтажом и запуском КБК, их интеграцией в существующую ИТ-систему выдачи загранпаспортов с биометрическими данными. Компания также обеспечивает эксплуатацию и техподдержку криптобиокабин, предоставляет защищенные каналы передачи данных. Пилотное оснащение многофункциональных центров новыми криптобиокабинами началось летом 2019 года. В октябре «Ростелеком» сообщил, что тестирование окончено, все тонкости и недочёты учтены и что в опытном режиме первые криптобиокабины станут доступны гражданам до конца 2019 года в Москве (в центре «Мои документы» в Москва-Сити) и в Красногорске Московской области.
В январе 2020 года «Ростелеком» совместно с концерном «Автоматика» («Ростех») провели установку и тест первых криптобиокабин в многофункциональных центрах оказания государственных и муниципальных услуг «Мои документы». В реализации проекта внедрения КБК принимают участие МВД, Минцифры, Минфин, Минэкономразвития России, ФСБ, ФСТЭК России, АО «Гознак» и ФГБУ НИИ «Восход».

## Филиалы и представительства
В структуру «Ростелекома» входят 79 филиалов (в том числе 7 макрорегиональных филиалов) и одно представительство. До 12 августа 2020 года в Москве услуги ШПД и цифрового ТВ компания оказывала под брендом «ОнЛайм».
Макрорегиональные филиалы — «Центр» (Центральный федеральный округ, штаб-квартира в Москве), «Северо-Запад» (Северо-Западный федеральный округ, Санкт-Петербург), «Волга» (Приволжский федеральный округ, Нижний Новгород), «Юг» (Южный и Северо-Кавказский округа, Краснодар), «Урал» (Уральский федеральный округ и Пермский край, штаб-квартира в Екатеринбурге), «Сибирь» (Сибирский федеральный округ, Новосибирск), «Дальний Восток» (Дальневосточный федеральный округ, Владивосток).
Также в филиальную структуру входят:
- Учебно-производственный центр (УПЦ РТ), включая комплекс отдыха «Бекасово»[314][315];
- Филиал ОЦО;
- Представительство в Женеве (в зону ответственности входит представление и защита интересов компании в странах Европы, а также международных, региональных и отраслевых организациях — ITU, CEPT, ETSI и других).

## Дочерние и ассоциированные компании

### Дочерние компании
В составе группы компаний «Ростелеком» по состоянию на 2019 год более 200 юридических лиц, действующих в различных областях экономики.

### Ассоциированные и совместные компании
«Ростелеком» владеет долями в ряде коммуникационных и IT-компаний.
В ноябре 2021 года «Ростелеком» выставил на продажу 100 % дочернего армянского телеком-оператора GNC-Alfa.

## Венчурные инвестиции и развитие стартапов

### Венчурные инвестиции
В мае 2015 года совет директоров «Ростелекома» принял решение о создании корпоративного венчурного фонда, а в сентябре 2015 года фонд «КоммИТ Кэпитал» получил 1,5 млрд рублей.
Среди приоритетных направлений инвестиций «КоммИТ Кэпитал» конкурентоспособные продукты для инфраструктуры телекоммуникационных операторов и ЦОД. Кроме того, фонд рассматривает перспективные проекты, создающие новые продукты и услуги для клиентов «Ростелекома» в B2C, B2B и B2G сегментах.
В 2016 году инвестиции получили 6 компаний:
- ООО «Рэйдикс» — разработчик программного обеспечения для систем хранения данных (в том числе для реализации т. н. «закона Яровой»[321]). Доля фонда в уставном капитале компании — 30 %, сумма инвестиций — 100 млн рублей[320][322][323].
- Brain4Net (ООО «Программируемые сети») — разработчик систем управления сетями передачи данных, обработки сетевого трафика и виртуализации сервисных приложений на базе технологий Software Defined Networks (SDN) и Network Function Virtualization (NFV). Доля фонда в капитале компании — 20,3 %, сумма инвестиций — 100 млн рублей[323][324].
- ООО «РДП.РУ» и ООО «РДП Инновации» (входят в группу компаний «РДП.РУ») — разработчики программного обеспечения и программно-аппаратных решений для высокопроизводительной обработки сетевого трафика. Портфель продуктов компании включает CG-NAT, URL-фильтрацию, сервисный шлюз BRAS, DPI, а также первый в России универсальный высокопроизводительный IP/MPLS маршрутизатор EcoRouter. Доля фонда в уставном капитале компаний — 15 %, сумма инвестиций — 130 млн рублей[323][325].
- ООО «Пангео ИскраТел» (совместное предприятие ПАО «Ростелеком», ООО «Пангео Капитал» и Iskratel (Словения)) — российский производитель оборудования для операторов связи, транспортного и энергетического секторов, общественной безопасности. Кроме того компания — разработчик платформы для построения сетей с помощью архитектуры IMS, обеспечивающей взаимодействие аналоговых АТС с IP-сетями, а также для развёртывания пользовательских приложений в сегментах B2B и B2C. Доля фонда в уставном капитале компании — около 20 %[326][327].
- ООО «Транспортные Информационные Технологии» — российский оператор услуг по электронному оформлению и сопровождению грузовых международных авиаперевозок на основе международного стандарта e-Freight. Планируется создание платформы национального оператора «единого окна» по электронному сопровождению грузовых международных перевозок на всех видах транспорта. Доля фонда в уставном капитале компании — 25,1 %, сумма инвестиций — 40 млн рублей[327][328][329].
- ООО «Булат» — российский разработчик телекоммуникационного и ИТ-оборудования. Среди разрабатываемых решений мультисервисный маршрутизатор, системы хранения данных, коммутатор уровня агрегации и ядра для операторов связи, виртуальные CPE-устройства и мессенджер «Булат»[330]. Кроме того, компания разрабатывает технологии будущего[331] — «Интернета вещей», а также SDN (программно-конфигурируемая сеть) и NFV (виртуализация сетевых функций) оборудования. Доля фонда в уставном капитале компании — 37,5 %[327][332][333]. На базе компании осенью 2016 года «Ростелеком» и Объединённая приборостроительная корпорация (входит в «Ростех») создают Центр разработок, специализирующийся на создании вычислительной и телекоммуникационной техники для гражданского рынка[331] Компания планирует поставки операторам связи для исполнения «закона Яровой»[332].

По итогам 2016 года годовая выручка портфельных компаний венчурного фонда «Ростелекома» превысила 1 млрд рублей.
«Ростелеком» в отчётности по МСФО за второй квартал 2018 года сообщил, что 15 мая Группа приобрела дополнительную эмиссию акций B4N Group Limited. В результате сделки доля Группы в B4N Group Limited увеличилась с 18,04 % до 26,08 %. Разработчик ПО для сетей связи Brain4Net пришёл в пайплайн фонда 2 года назад.
В 2018 году «Ростелеком» завершил опытную эксплуатацию сегмента региональной сети, построенного на основе коммутаторов с использованием технологий SDN. На новую инфраструктуру были переведены действующие абоненты компании. Результаты опытной эксплуатации подтвердили функциональную готовность SDN-решения компании Brain4Net к коммерческому использованию в сетях операторов связи.
В конце 2019 — начале 2020 года дочерние организации «Ростелекома» «КоммИТ Кэпитал» и АО «Башинформсвязь» в 2 этапа приобрели суммарно 31%-ную долю в Фонде развития интернет-инициатив (ФРИИ), активном участнике российской среды молодых технологических компаний. По результатам сделки «Ростелеком» получил ряд преимуществ: преимущественное право приобретения перспективных компаний из портфеля «ФРИИ Инвест»; участие в ежегодной акселерации 5 тыс. стартапов. Доля в «ФРИИ Инвест» дает «Ростелекому» возможность эффективно использовать существующие ресурсы акселератора ФРИИ за счет профессиональной команды и отработанных методик; лидерство на рынке стартапов в России; активизация работы с портфельными компаниями «КоммИТ Кэпитал», которая достигается за счет объединения индустриальной экспертизы внутри «Ростелекома» и ФРИИ; использование воронки стартапов ФРИИ для найма наиболее талантливых сотрудников и развития человеческого капитала «Ростелекома». Ожидается, что инвестиции принесут доходность на уровне 19 % годовых на горизонте семи лет. Более 80 % портфеля ФРИИ составляют проекты, не связанные напрямую с телекоммуникациями, что дает компании дополнительные возможности для тестирования новых технологий и бизнес-моделей.
В январе 2020 года «Ростелеком» и ФРИИ объявили о новом этапе сотрудничества. Компания стала партнером ФРИИ, войдя в уставный капитал его инвестиционного подразделения — ООО «ФРИИ Инвест», владеющего долями в более чем 350 ИТ-стартапах. Инвестиции «Ростелекома» (2 млрд рублей) позволят существенно увеличить объём портфеля и профинансировать новые российские стартап-проекты.
В июне 2019 года «Ростелеком» и Mail.ru Group объявили о намерениях сотрудничать в области цифрового образования. В сентябре 2019 года было создано ООО «Цифровое образование» для развития технологических сервисов в образовании, доля «КоммИТ Кэпитал» в нём составляет 50 %. Совместное предприятие занимается разработкой информационно-коммуникационной платформы «Сферум» и намерено стать ключевым игроком на рынке онлайн-образования России.
В марте 2021 года было создано совместное предприятие ВТБ и «Ростелекома» «Платформа больших данных». Утверждена стратегия развития СП до 2025 года, согласно которой целевыми продуктами для «Платформы больших данных» являются: платформы обмена Big Data, сервисы для дистанционной оценки имущества, новые сервисы для прогноза спроса и доступа к облачной Big Data инфраструктуре, Big Data проекты в области скоринга физических и юридических лиц, программатик-рекламы, персонализации предложений, лидогенерации, геоаналитики.

### Развитие стартапов
В 2017 году в ПАО «Ростелеком» был создан Проектный офис развития технологий, который взял курс на организацию системного подхода по работе со стартапами и предпринимательским сообществом. Одной из первых программ стала совместная инициатива с Фондом развития интернет-инициатив и Фондом «Сколково» — акселератор по поддержке технологических стартапов.
В течение 2018 года были выстроены партнерские отношения с рядом ведущих ВУЗов, технопарков, акселераторов и инкубаторов и каждый год проводится порядка 3 совместных программ, а также питчи резидентов инкубаторов и технопарков непосредственно внутренним бизнес заказчикам группы компаний «Ростелеком».
С 2019 года совместно с НИУ-ВШЭ (Санкт-Петербург) проводится Фестиваль технологических проектов — площадка для обмена опытом начинающих предпринимателей с опытными бизнесменами и представителями корпораций.
«Ростелеком» поддерживает Акселератор ED2 для EdTech и HR-tech стартапов.
Ряд совместных инициатив с Агентством Инноваций города Москвы, направлен на открытие возможностей для стартапов в том числе для внедрения технологии в городском хозяйстве.
Для компаний, которые попадают в партнерские программы, «Ростелеком» предлагает сотрудничество в виде реализации совместных пилотных проектов, заключения партнёрских соглашений, инвестиций в развитие бизнеса и даже его приобретения, что позволяет интегрировать разработки в продукты и сервисы «Ростелекома».
С момента запуска системной работы, за период 2018—2020 годы, благодаря взаимодействию с партнерами, команда Проектного офиса развития технологий рассмотрела более 2000 стартапов, из которых более 300 были детально рассмотрены внутренними бизнес-заказчиками группы компаний «Ростелеком». По итогам взаимодействия 40 компаний вышли на пилотирование/внедрение. «Ростелеком» заинтересован во внедрении новых технологий в существующие продукты, а также в создании новых цифровых продуктов согласно стратегии развития группы компаний. Для того, чтобы сохранять свои позиции и взаимодействовать со стартапами, «Ростелеком» и в дальнейшем планирует создавать совместно с партнерами программы, которые помогут стартапам запустить и вывести продукт на рынок, получить консультацию от профессионалов, а также протестировать продукт с использованием технологической и бизнес инфраструктуры «Ростелекома».

## Инфраструктура

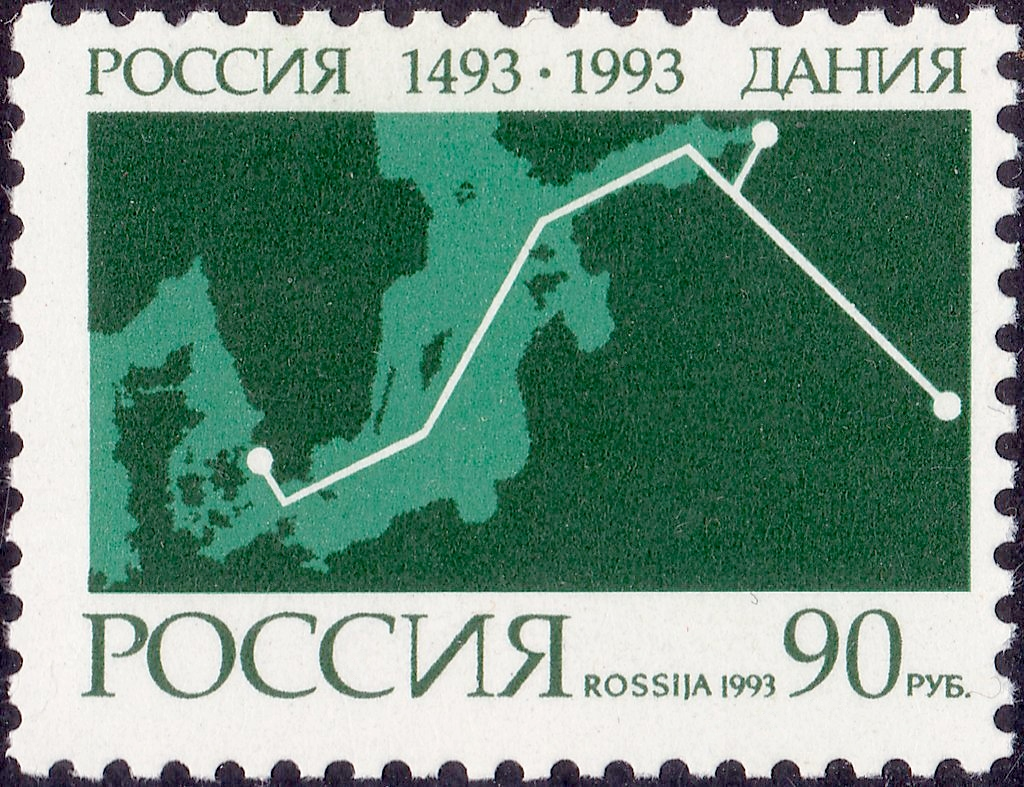
Почтовая марка 1993 г. со схемой подводной цифровой линии «Дания—Россия № 1»: Москва, Петербург и Альбертслунд соединены через Кингисепп: первый проект «Ростелекома», 500-летие российско-датских отношений

Первым проектом «Ростелекома» стала прокладка в 1993 году по дну Балтийского моря между датским городом Альбертслунд и российским городом Кингисеппом первой в России подводной волоконно-оптической линии «Дания-Россия № 1» общей протяжённостью 1 216 км и ёмкостью 560 Мбит/с. От Кингисеппа до Петербурга и Москвы были построены цифровые радиорелейные линии. Кабель в Данию начал «участие России в создании глобального кольца цифровой связи». Это кольцо замкнулось через два года, когда «Ростелеком» запустил «транссибирскую цифровую радиорелейную линию связи „Москва—Хабаровск“».
В сентябре 2008 года в эксплуатацию была введена подводная кабельная система связи RJCN (Russia Japan Cable Network) между Россией и Японией. Протяжённость морской кабельной системы Находка — Наоэцу составляет 1,8 тыс. км, начальная ёмкость системы — 30 Гб/с. Максимальная пропускная способность линии составляет 640 Гб/с.
В сентябре 2016 года «Ростелеком» завершил строительство подводной волоконно-оптической линии связи «Камчатка-Сахалин-Магадан» общей протяжённостью 1 766 км. Максимальная пропускная способность системы 8 Тбит/с. Реализация проекта заняла 635 дней.
В 2017 году начата реализация проекта «Сахалин — Курильские острова» (Южно-Сахалинск — Курильск — Южно-Курильск — Крабозаводское), что позволит создать высоконадёжную линию связи (подводная часть протяжённостью 900 км и наземная часть — 50 км. Начальная пропускная способность составит 40 Гбит/с. Планируется, что в 2018 году кабель будет построен, завершение всех процедур по пусконаладке формально завершится в 2019 году.
В феврале 2019 года госоператор «Ростелеком» обеспечил техническую готовность подводной оптоволоконной линии связи от Сахалина до Южных Курил, благодаря которой жители островов Итуруп, Кунашир и Шикотан получили быстрый и недорогой безлимитный интернет.
«Ростелеком» в 2019 году заключил с Минцифры соглашение о строительстве ПВОЛС «Петропавловск-Камчатский — Анадырь». В 2020 году начались изыскательские работы, строительство велось в 2022 году, завершилось 15 декабря 2022 года.
В июне 2020 года «Ростелеком» начал реализацию проекта по строительству новой волоконно-оптической линии связи (ВОЛС) от западных до восточных границ РФ под рабочим названием ТЕА NEXT («Транзит Европа — Азия нового поколения»).
В феврале 2021 года «Ростелеком» построил первую подводную волоконно-оптическую линию связи (ПВОЛС) Кингисепп — Калининград для повышения доступности услуг связи на территории Российской Федерации. Новая высокоскоростная линия обеспечит независимость и повысит надежность присоединения самого западного региона к федеральной цифровой инфраструктуре.
В 2021 году «Ростелеком» и VEB Ventures (входит в ВЭБ.РФ) создали СП «Атлас» для строительства магистральной волоконно-оптической линии связи. Общий объем инвестиций в проект до 2025 года составит около $650 млн.
В ноябре 2023 года «Ростелеком» досрочно завершил ремонт подводной части волоконно-оптической линии связи (ПВОЛС) на Чукотке, кабель которой был поврежден рыболовным тралом. 
В конце 2023 года «Ростелеком» начал строительство третьей очереди новой трансъевразийской волоконно-оптической линии связи (ВОЛС TEA NEXT), которая протянется между городами Торжок в Тверской области и Кяхта в Республике Бурятия и выйдет на восточную границу России с Монголией. Оператором проекта TEA NEXT выступает компания «Атлас». Планируется, что строительство данного участка общей протяженностью около 6 300 км закончится в 2026 году.
В ноябре 2023 года «Ростелеком» досрочно завершил восстановительные работы на подводной волоконно-оптической линии связи (ПВОЛС) «Балтика» от Кингисеппа до Калининграда в акватории Балтийского моря в исключительной экономической зоне Финляндии.
В начале 2024 года «Ростелеком» ввел в эксплуатацию резервную волоконно-оптическую линию связи Сыктывкар — Ухта, которая проложена от села Серегова до Ухты. Ее протяженность составила 252 км.

## Бренд и реклама

Логотип с 2003 по 2011 год

Логотип с 2011 по 2016 год

Логотип с 2018 года

«Ростелеком» являлся генеральным партнёром XXII Зимних Олимпийских игр 2014 года в Сочи в категории «Телекоммуникации».
С момента создания Ростелеком сменил 4 логотипа. Нынешний — 5-й по счёту.
- С 1993 по 1995 год логотипом была прописная надпись «Ростелеком» чёрного цвета[источник не указан 1552 дня].
- С 1995 по 2003 год логотип состоял из фиолетовой жирной ломаной линии с жёлтой буквой «S» и расположенного справа от неё слова «Ростелеком» фиолетового цвета; линия симметрии была жёлтой[источник не указан 1552 дня].
- С 2003 по 2011 год цвет жирной ломаной линии и слова «Ростелеком» был изменён на тёмно-синий, а буквы «S» — на белый[источник не указан 1552 дня].

В 2011 году изменён товарный знак компании, разработанный компанией TNC.Brands.Ads, при участии российского отделения агентства Leo Burnett.
- С 2011 по 2016 год логотип состоял из сине-оранжевой буквы «P» и расположенного справа или снизу от него слова «Ростелеком» чёрного цвета, набранного с использованием шрифта, отличного от использовавшегося в предыдущих логотипах.
- С 2016 по 2018 год буква «Р» стала голубо-оранжевой и утратила градиент, в остальном логотип не претерпел изменений.

В 2018 году в рамках ребрендинга был разработан новый визуальный стиль, над которым работали агентства Bootleg (группа BBDO) и Saffron Brand Consultants.

## Критика
Весной 2013 года в Санкт-Петербурге развернулся конфликт между петербургским подразделением «Ростелекома» и рядом операторов, использующих принадлежащую РТК кабельную канализацию. В конце марта оказалась перерезана часть проводов, принадлежащих компании «ЭР-Телеком», в результате чего несколько тысяч абонентов оператора остались без связи. 28 апреля в результате «зачистки» в кабельной канализации пострадало около 5 провайдеров, в том числе — «Вымпелком» («Билайн»). Число абонентов, оставшихся без связи, достигло в совокупности 75 000 человек.
Согласно официальному пресс-релизу, «c марта 2012 года „Ростелеком — Северо-Запад“ проводит инвентаризацию и отключение нелегально проложенных кабелей в собственной кабельной канализации (ЛКС). ОАО „Ростелеком“ осуществляет подобную деятельность на законных основаниях и заявляет о готовности ответить перед надзорными органами, предъявив документы, подтверждающие законность вышеописанных действий». В 2025 году компания ответила на поступившую жалобу о том, что абонентам, скачавшим более 1 ТБ интернет-трафика в месяц, будут снижать скорость подключения, следующее: информация не соответствует действительности. 

### Нарушения антимонопольного законодательства
В июне 2011 года Свердловское УФАС России признало «Ростелеком» нарушившим антимонопольное законодательство и оштрафовало на 631 тыс. руб. Поводом для возбуждения дела послужили многочисленные заявления граждан, которым без их волеизъявления осуществили замену выбранного ими оператора междугородной и международной связи ОАО «МТТ» на другого — «Ростелеком», а также заявление Уральского филиала «МТТ» о нарушении антимонопольного законодательства. В ходе расследования было установлено, что оператор «Уралсвязьинформ», правопреемником которого является «Ростелеком», без предупреждения переключил на свои услуги дальней связи десятки тысяч абонентов «МТТ».
В июле 2011 года Ханты-Мансийское УФАС России признало «Ростелеком» в лице макрорегионального филиала «Урал» виновным в установлении и поддержании монопольно высоких цен на доступ в Интернет для физических лиц. Дело было возбуждено на основании заявлений абонентов компании, которые жаловались на высокую стоимость тарифов и низкое качество оказываемых услуг. Ранее с критикой в адрес компании выступила губернатор Ханты-Мансийского автономного округа Наталья Комарова, также получившая многочисленные жалобы на цены и качество услуг «Ростелекома».
В январе 2012 года Ростовское УФАС России оштрафовало «Ростелеком» в сумме на 1,3 млн руб. за неоднократное злоупотребление доминирующим положением: оператор оказывал услуги широкополосного доступа в Интернет для жителей крупных городов и сельской местности по разным ценам. Компания проводила маркетинговую акцию лишь в части крупных городов Ростовской области (абоненты большей части муниципальных районов области подключиться к акции не могли). Также компания ввела новый тарифный план, условия которого существенно различались для каждой группы населённых пунктов Ростовской области и ставили в неравное положение абонентов «Ростелекома» (например, минимальный пакет в Ростове-на-Дону стоил дешевле, чем в сельских районах области, при этом в Ростове-на-Дону скорость была значительно выше). Решением Арбитражного суда Ростовской области признано недействительным решение Ростовского УФАС России, которым «Ростелеком» был признан нарушившим Федеральный закон от 26.07.2006 г. «О защите конкуренции».

### Сканирование локальных портов
18 июня 2019 года пользователь force сервиса коллективных блогов IT-тематики Хабр привлёк внимание общественности к малозаметному для обычного пользователя сбору сведений о его компьютере вeб-интерфейсом "личного кабинета" Ростелекома путём сканирования портов на локальном адресе 127.0.0.1 через тайминг-атаку, обходящую same-origin policy, с помощью известного сценария JavaScript ruxitagentjs_, что среди IT-специалистов считается неприемлимым и не соответствующим целям сбора подобной информации, которые обычно публично декларируются.

## Галерея

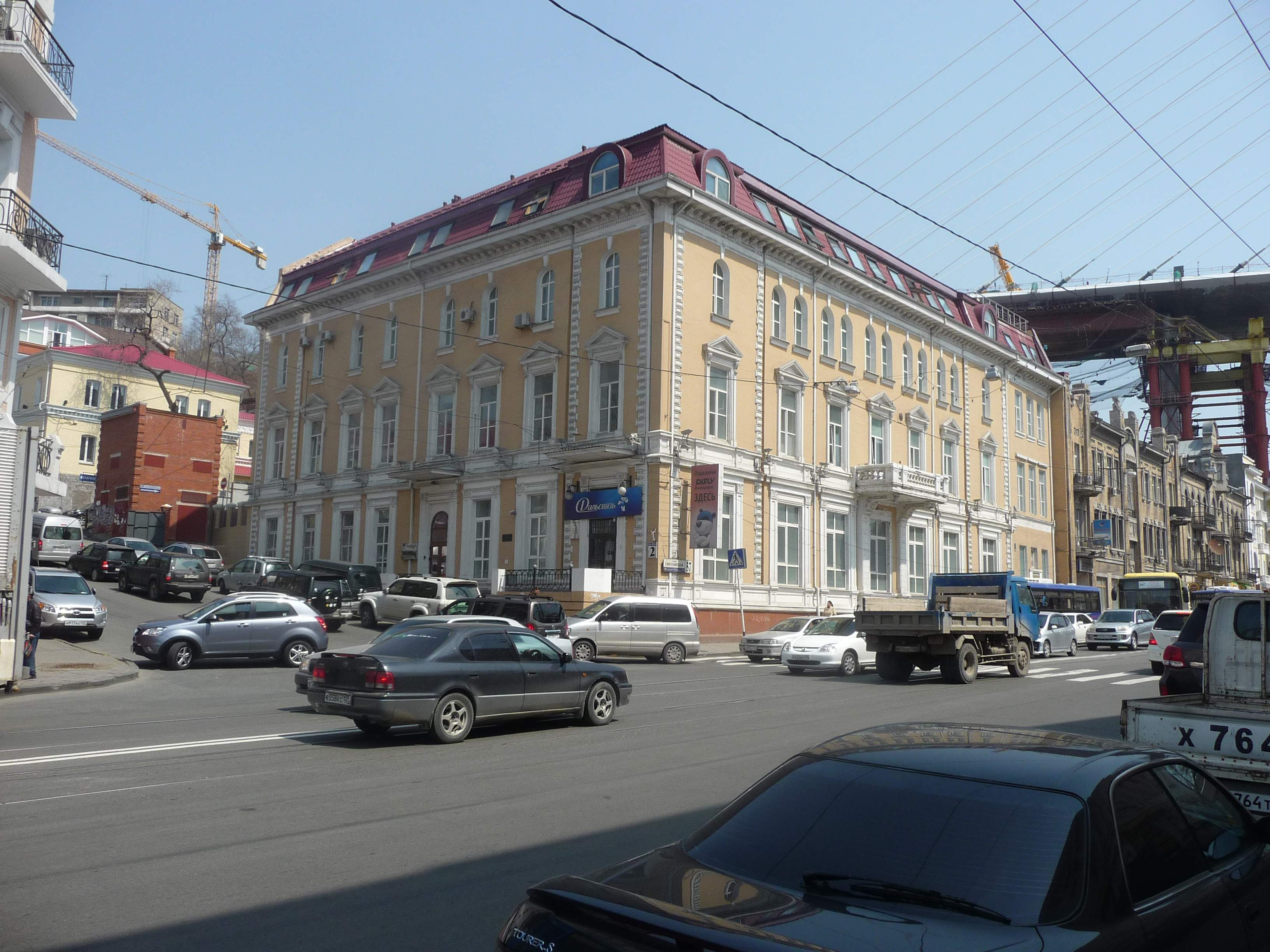
Главный офис Макрорегионального филиала «Дальний Восток» во Владивостоке
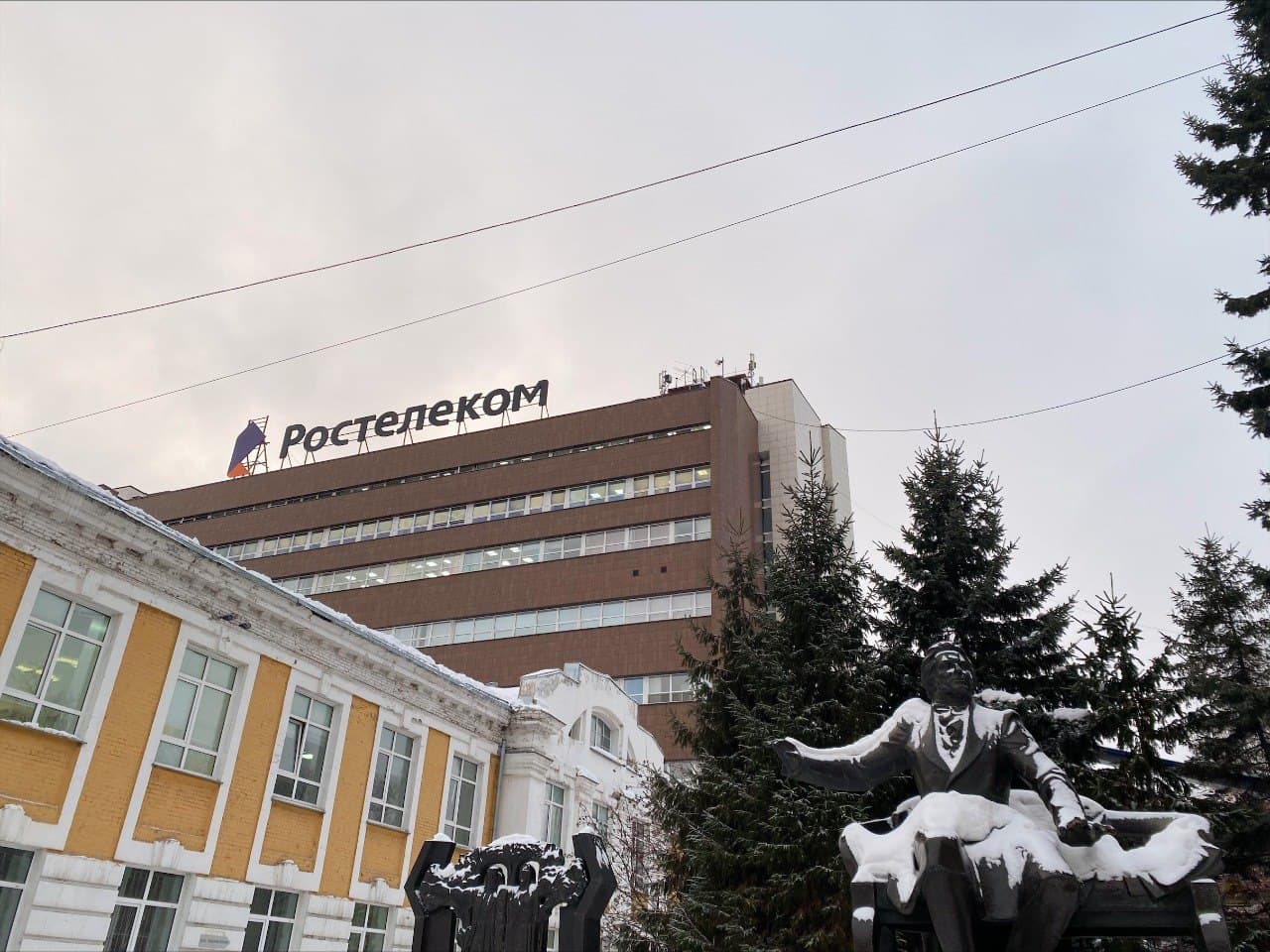
Главный офис Макрорегионального филиала «Сибирь» в Новосибирске
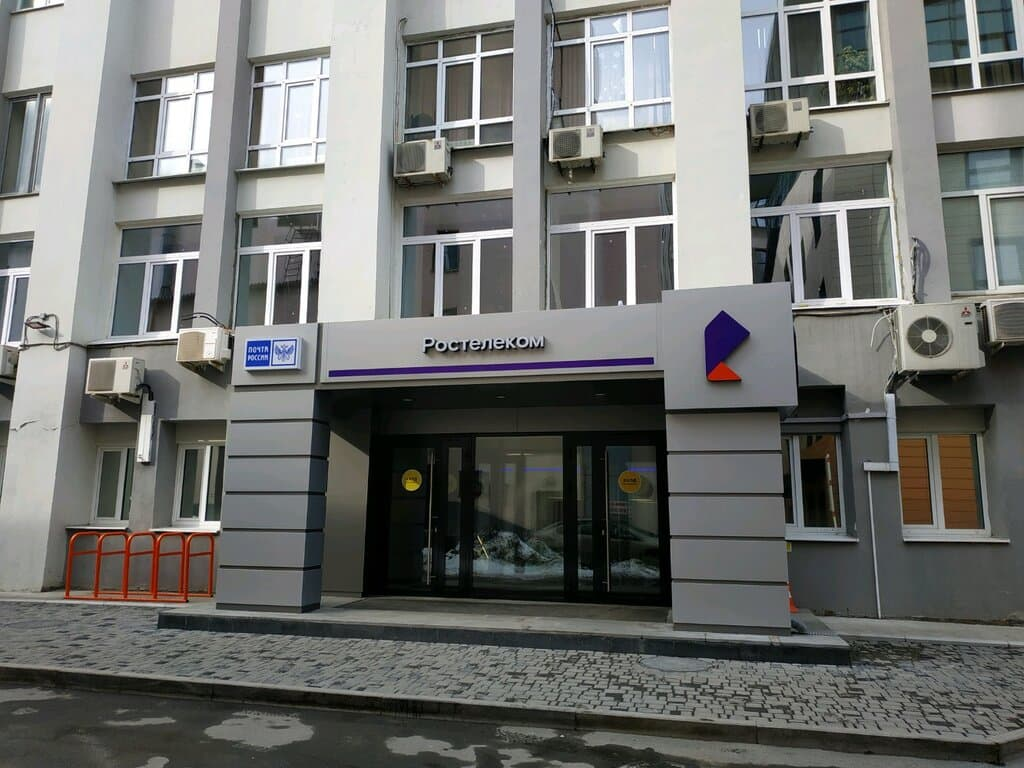
Главный офис Макрорегионального филиала «Урал» в Екатеринбурге
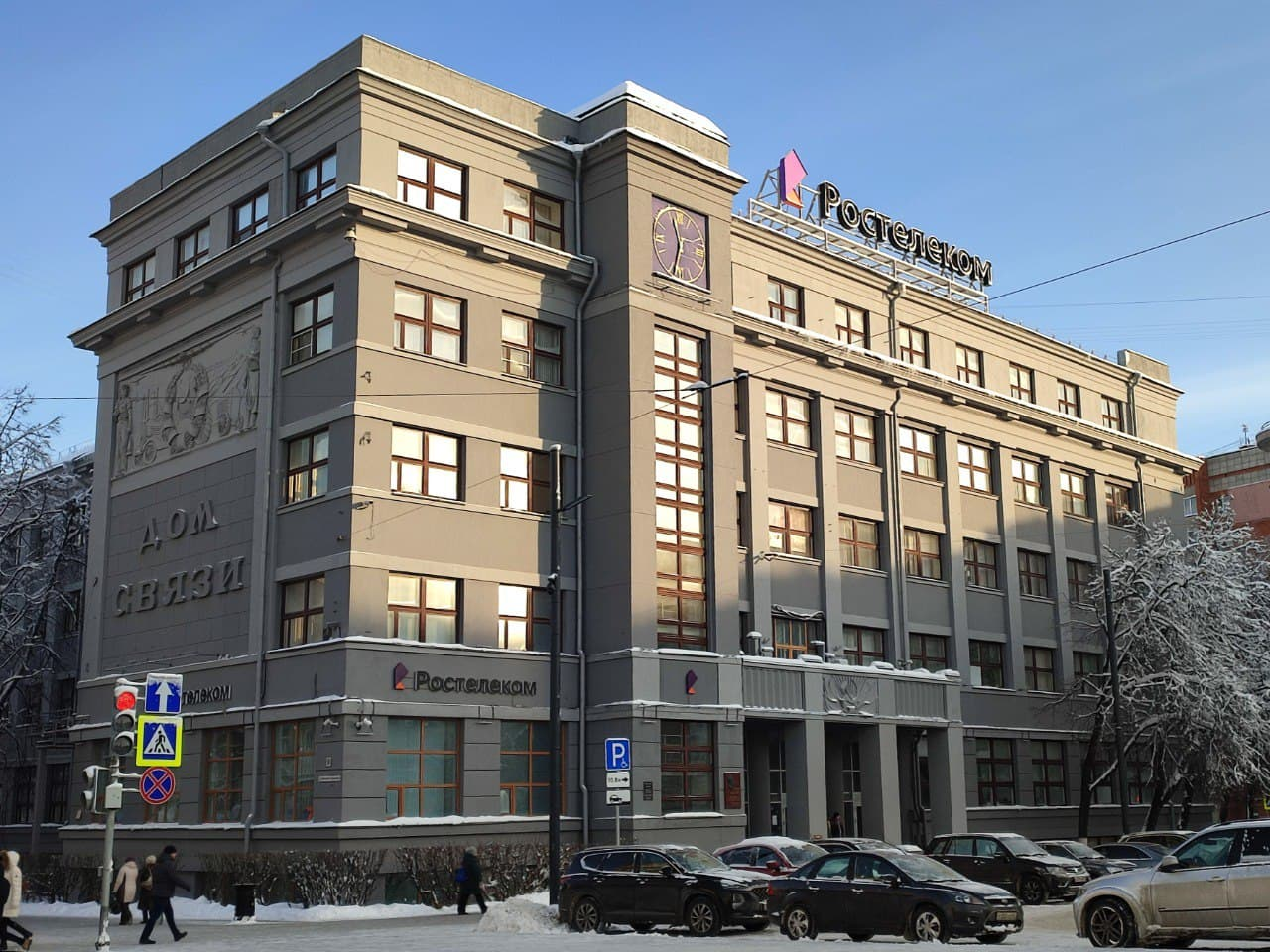
Главный офис Макрорегионального филиала «Волга» в Нижнем Новгороде
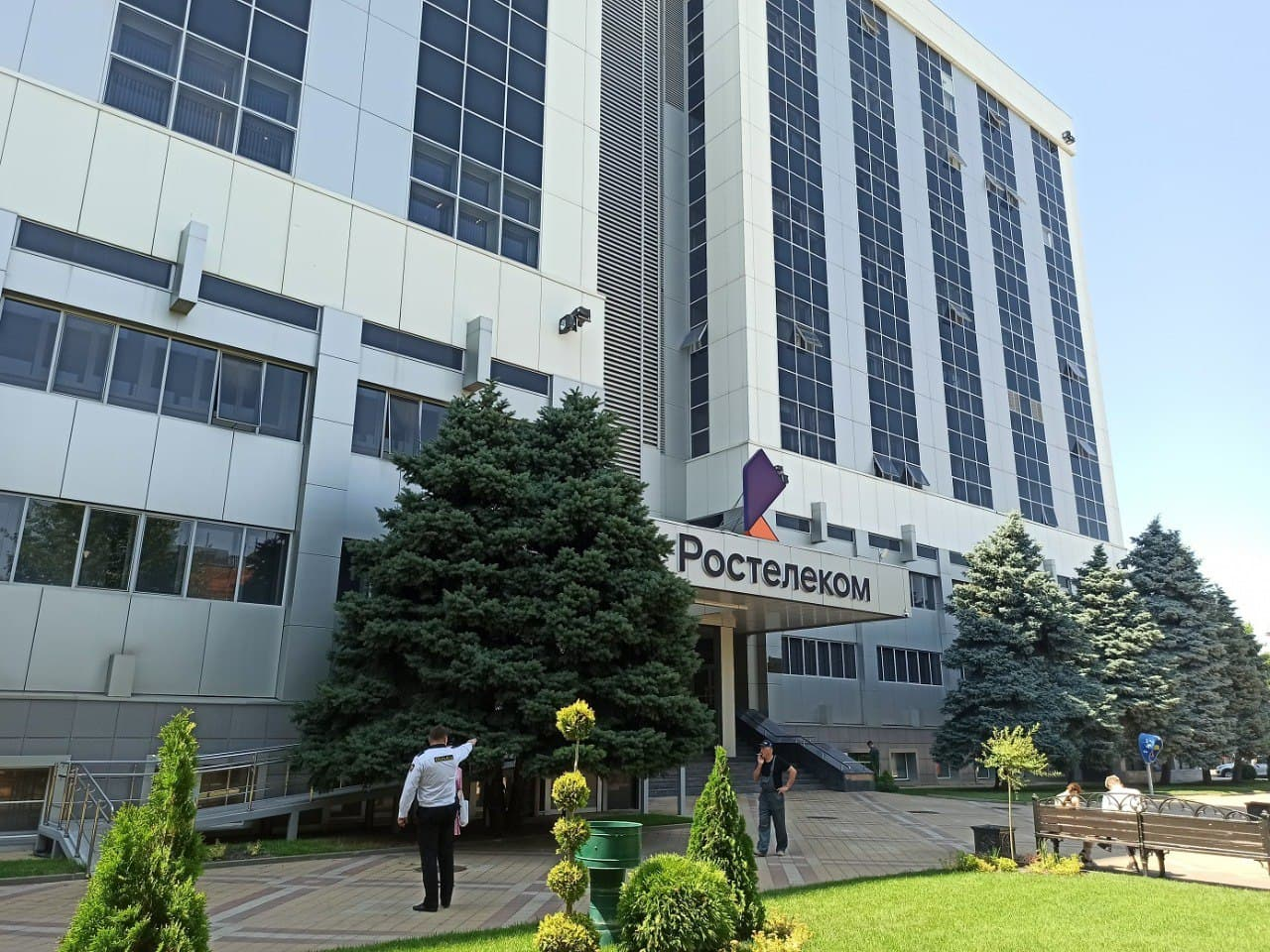
Главный офис Макрорегионального филиала «Юг» в Краснодаре
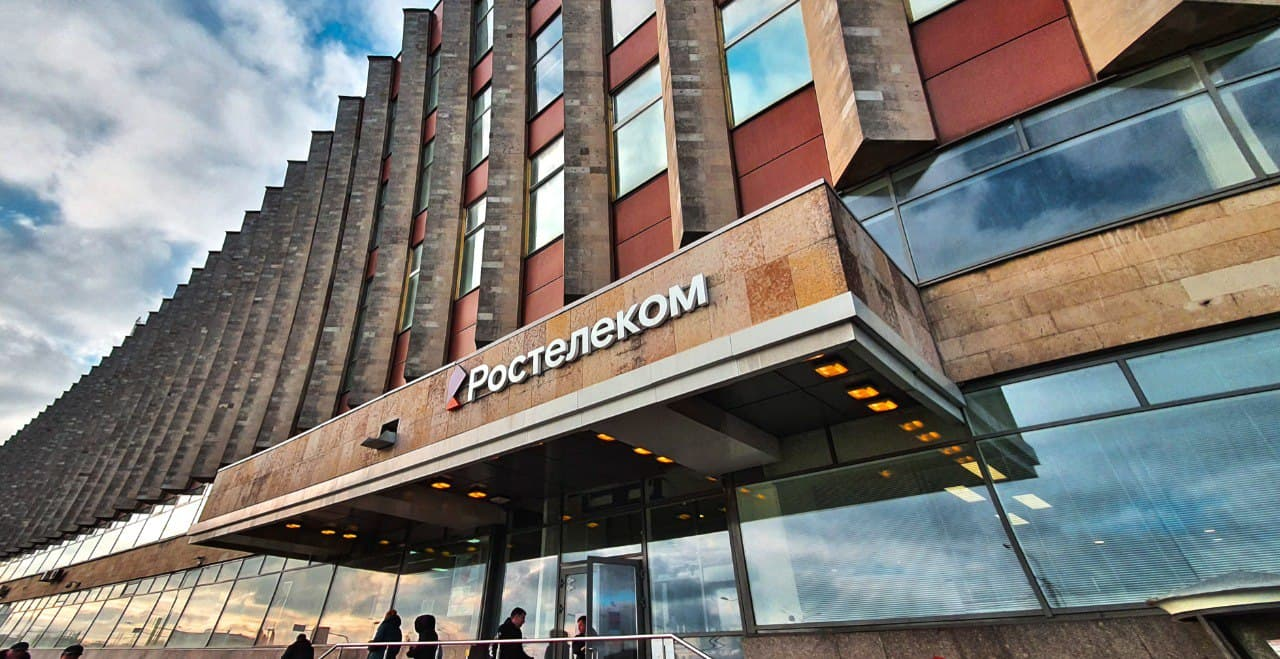
Главный офис в Санкт-Петербурге
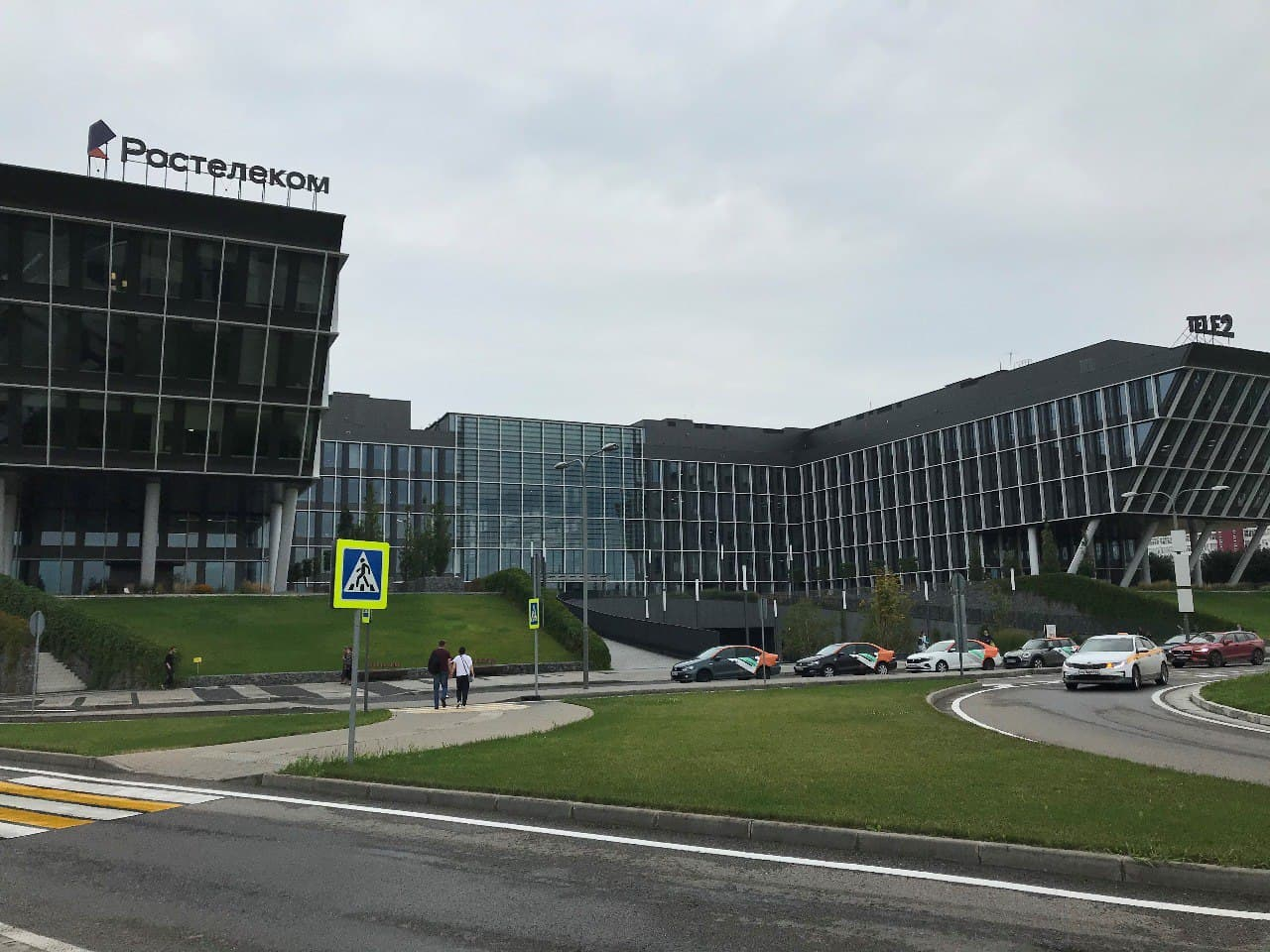
Офис в Румянцево Макрорегионального филиала «Центр» в Москве
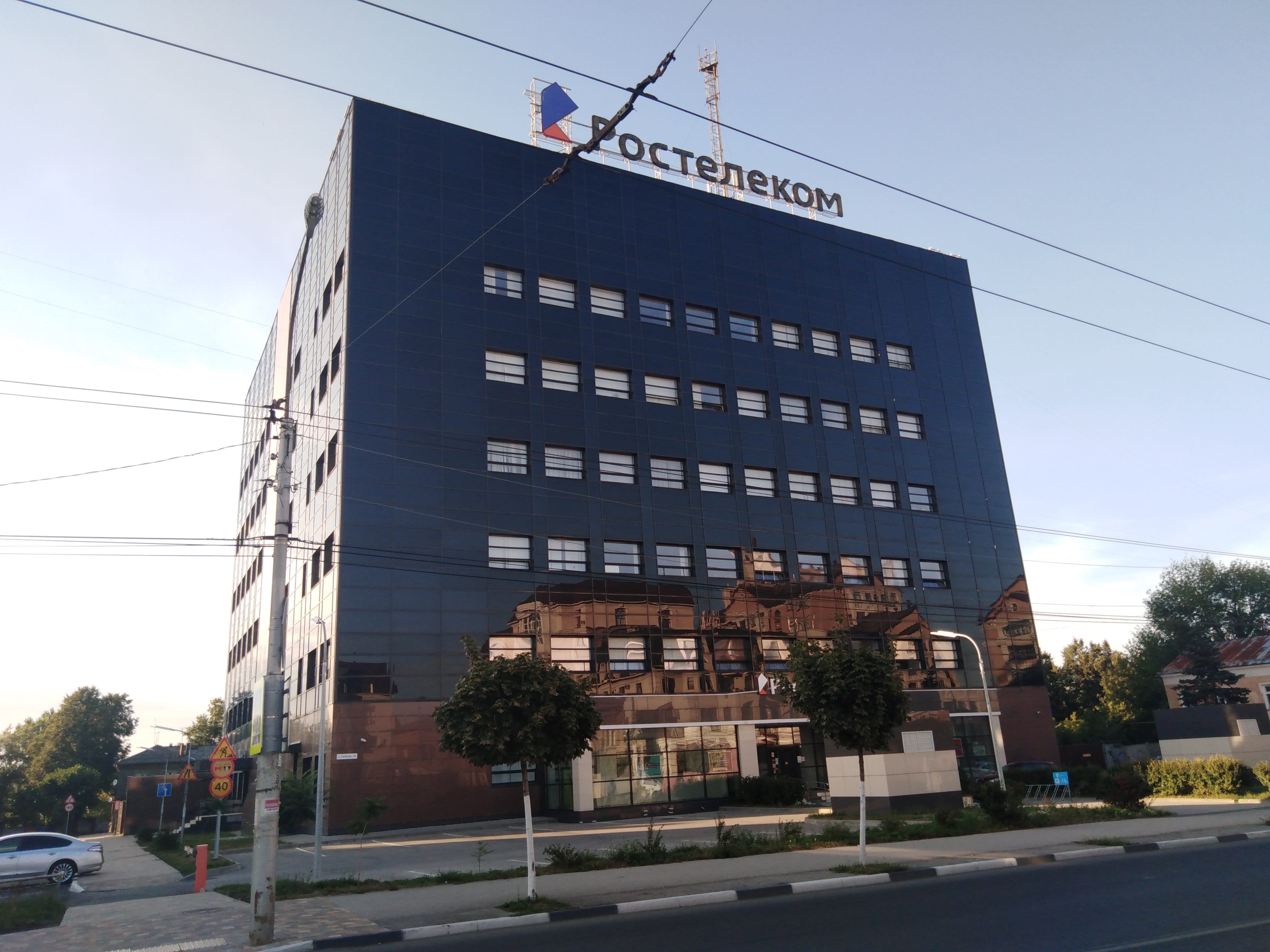
Офис Макрорегионального филиала "Центр" в Рязани
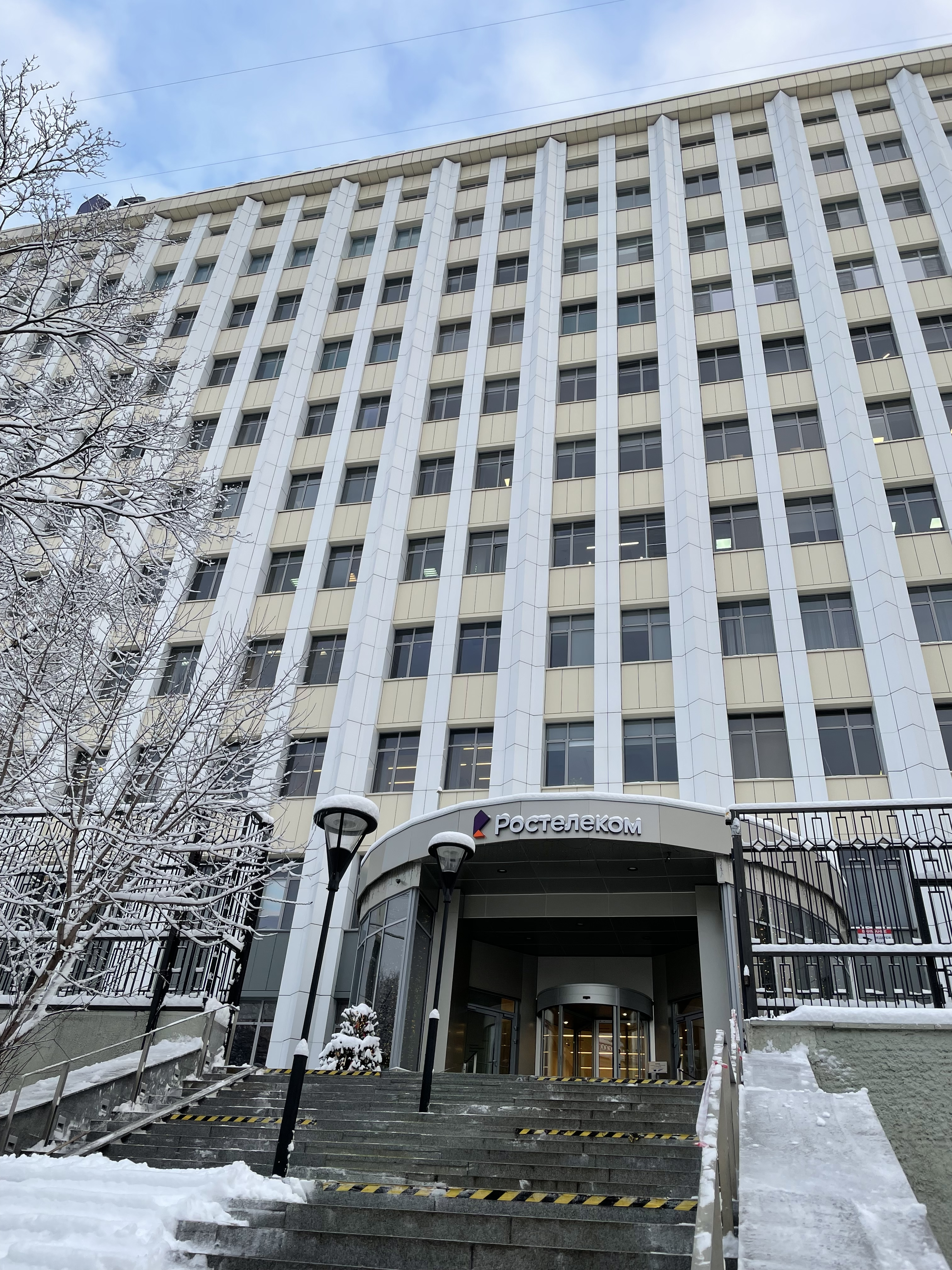
Главный офис в Москве